# 福岡空港

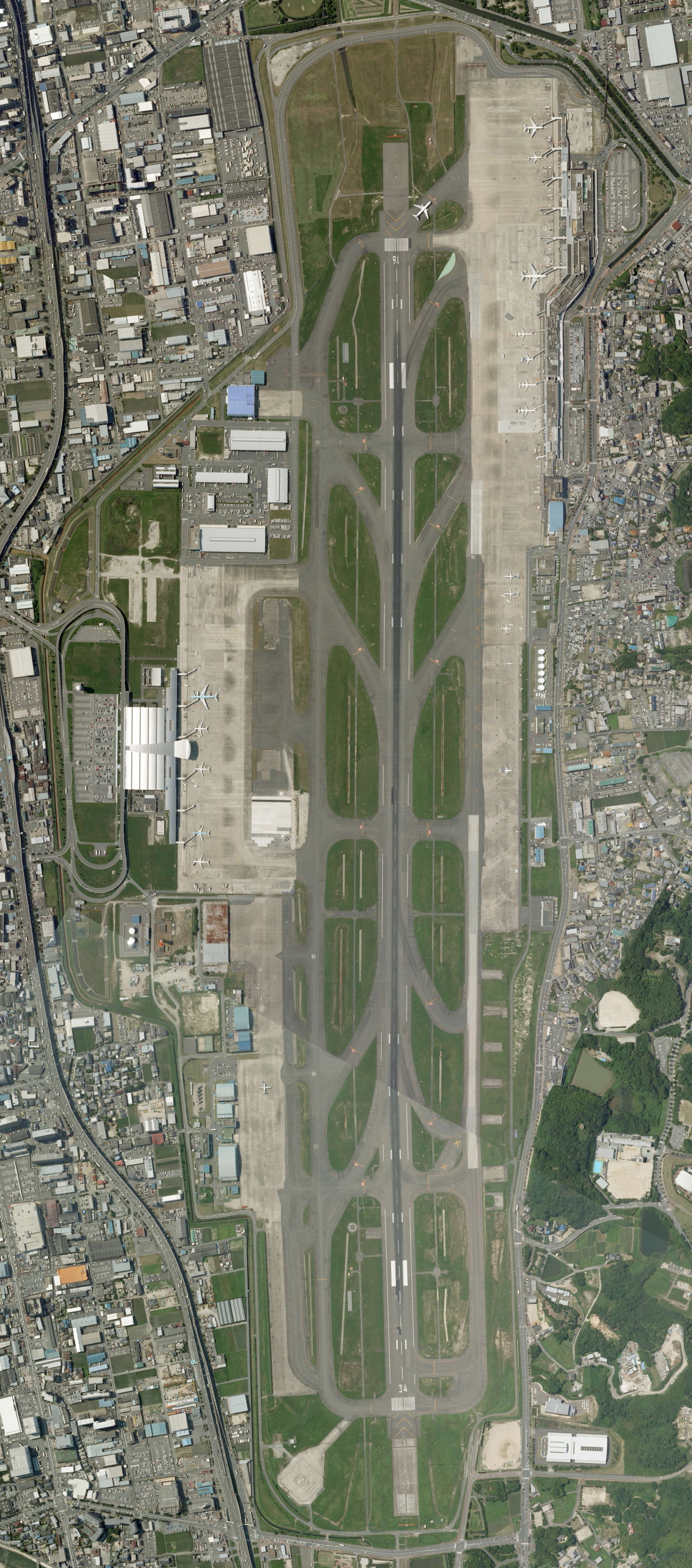
福岡空港の空中写真（2007年撮影の合成写真）

福岡空港（ふくおかくうこう、英: Fukuoka Airport、IATA: FUK, ICAO: RJFF）は、福岡県福岡市博多区にある空港。空港法では第4条第1項第6号に該当する空港として政令で定める空港（国管理空港）に区分されている。2019年4月1日より、福岡国際空港株式会社の運営に移行している。

## 概要
福岡市街地から5km以内という至近距離に位置しており、アクセスの良い空港として知られる。1993年に福岡市地下鉄空港線が国内線ターミナル直下に乗り入れ、博多駅まで約5分、天神駅・西鉄福岡（天神）駅まで約11分で結んでいるほか、福岡都市高速のランプも至近に所在し、九州自動車道太宰府インターチェンジへの所要時間は15分から20分程度となっている。新幹線が発着する博多駅に近いため広域のアクセスがよく、九州北部から山口県に渡る広範囲から利用客を集めている。
旅客ターミナルビルは国内線ターミナルと国際線ターミナルに分かれている。国内線ターミナルビルは福岡県福岡市博多区大字下臼井778番地1、国際線ターミナルビルは福岡県福岡市博多区大字青木739番地に位置する。両ターミナルは無料シャトルバスで連絡している。
滑走路は、A滑走路: 方位16L/34R（元16/34）、長さ2,800m×幅60mおよび、B滑走路: 方位16R/34L、長さ2500m×幅60mの2本である。A滑走路（第一滑走路）は両側とも計器着陸装置 (ILS) 装備となっており、滑走路16Lの使用（玄界灘側からの着陸、太宰府側への離陸）を優先とする「航空機騒音軽減運航（優先滑走路方式）」を採用している。滑走路34Rを使用する場合は、福岡市中心部の上空を低空で飛行する「視認進入（ビジュアル・アプローチ）」が行われることが多く、ILS進入は天候が悪い場合などに行われる。B滑走路（第二滑走路）は混雑を緩和する為に、A滑走路の西側に増設し、2025年3月20日に運用開始した。通常時は国際線の離陸用として使われる。滑走路の増設により、発着枠は1時間あたり2本増加し40本、年間当たりでは1万2000回増加する見込み。
第二滑走路の併用開始までは滑走路1本による運用であったため、滑走路1本あたりの離着陸回数が日本で最も多かった。この為、2016年3月27日より国内5例目、滑走路1本の空港としては唯一の航空法107条3項に基づく混雑空港（IATAのWSGで最も混雑レベルが激しい「レベル3」）に指定されており、新規航空路線の開設が制限されている。
新千歳空港や那覇空港と共に大都市圏拠点空港に次ぐ主要拠点空港と位置づけられている。特に羽田-福岡線は羽田-新千歳線と並ぶ日本の国内線の二大巨頭であり、日本航空、全日本空輸、スカイマーク、スターフライヤーの4社が競合し、国内最多の便数を誇っている。伊丹や名古屋への便数も多く、これら地域へは東海道・山陽新幹線と競合している。そのほかに高速バス や新門司港発着のフェリー とも競合する。また、鹿児島線は2011年に全線開通した九州新幹線鹿児島ルートと、宮崎線は高速バスとの競合で、それぞれ便数を減らしている。因みに福岡-那覇線は羽田発着以外の国内線としては最多旅客数を誇る。
航空自衛隊 春日基地 板付地区（かすがきちいたづけちく）を併設している。また、敷地の14％が在日米軍基地であり、滑走路や誘導路、一部の駐機場が日米の共同使用区画（合計48.6ヘクタール） となり、外交官や米軍関係者の移動する際のターミナルとして活用されている。
2019年4月1日より、福岡エアポートホールディングスと三菱商事・西日本鉄道・九州電力・チャンギ・エアポート・インターナショナル等が出資する福岡国際空港による運営に移行した。
2020年3月26日より、空港内のヘリコプター離着陸機能を分離するため、福岡空港奈多地区（奈多ヘリポート）を新設。引き続き駐屯する航空自衛隊、北九州空港に移転した海上保安庁を除いて、関係機関が奈多ヘリポートに移設した。

## 統計

### 利用者数
元のウィキデータクエリを参照してください.

2017年度の年間利用客数は2397万9,222人（国内線1764万5,735人、国際633万3,487人）、着陸回数は8万9,261回で、いずれも日本の空港で第4位となっている。2018年度の路線別旅客輸送実績では、羽田～新千歳が最も多く約905万、二番目に羽田～福岡の約872万となっていてドル箱路線となっている（詳細は路線別旅客輸送実績を参照）。なお羽田～福岡便は、「2024年に最も混雑する航空路線」で世界第3位となっている。
2015年8月には、21路線の国際線が就航。韓国、台湾、中国からの入国が増加し、2004年度に比べて旅客数が6割増加していた。

### 国内線統計
| 行き先       | 旅客数    | 国内線順位 |
| ------------ | --------- | ---------- |
| 東京国際空港 | 約859万人 | 上位02位   |
| 那覇空港     | 約206万人 | 上位07位   |
| 成田国際空港 | 約160万人 | 上位11位   |
| 中部国際空港 | 約093万人 | 上位29位   |
| 新千歳空港   | 約077万人 | 上位38位   |
| 大阪国際空港 | 約059万人 | 上位46位   |

## 歴史
福岡空港は第二次世界大戦末期の1945年に旧日本陸軍により建設された席田飛行場から始まり、戦後は板付飛行場や板付空港と呼ばれてアメリカ軍に周辺土地と共に接収され、米軍板付基地として朝鮮戦争中は重要な軍事拠点となった。接収後すぐに日本側の一部使用が許可されたが、1972年（昭和47年）に施設の大部分が米軍から返還され、福岡空港と呼ばれるようになった。

### 前史
- 1919年（大正8年） - 大刀洗陸軍飛行場が完成。
- 1923年（大正12年） - (旧) 日本航空、大阪-別府-福岡間の定期便を開設 (横廠式水上機、川西式水上機)[19]
- 1929年（昭和4年）4月1日 - 名島水上飛行場が開港。大阪（木津川）飛行場と並んで日本最初の公共用飛行場。[19]
- 1929年（昭和4年）7月15日 - 日本航空輪送、東京～大阪～福岡間をフォッカー・スーパー・ユニバーサルで旅客輪送開始[19]
- 1929年（昭和4年）9月10日 - 日本航空輸送、福岡～蔚山～京城～平壌～大連線を開設（フォッカーF7/3M)運航開始
- 1930年（昭和5年） - 名島水上飛行場が開港[20]。
- 1930年（昭和5年）3月7日 - 日本航空輪送、ドルニエ・ワール飛行艇で福岡～上海間テスト飛行
- 1935年（昭和5年）10月18日 - 日本航空輸送、福岡～那覇～台北間郵便・貨物輪送を開始（フォッカーF7/3M旅客機を使用）
- 1936年（昭和11年） - 福岡第一飛行場が開港。
- 1938年（昭和13年）1月 - 日本航空輸送、DC-2 (14席) で福岡～青島～北京間軍用定期航空を運航開始（週3便）[19]
- 1940年（昭和15年）- 福岡県糟屋郡新宮村（当時）、現在の福岡県糟屋郡新宮町緑ケ浜1丁目に、逓信省工務局により福岡航空無線標識局（AN方式レンジ・ビーコン (コース方位は185/005 と 079/259、319 kHz 1 kW、局符号: GK) が設置された[21][22]。

### 席田飛行場・板付飛行場・板付基地としての歴史

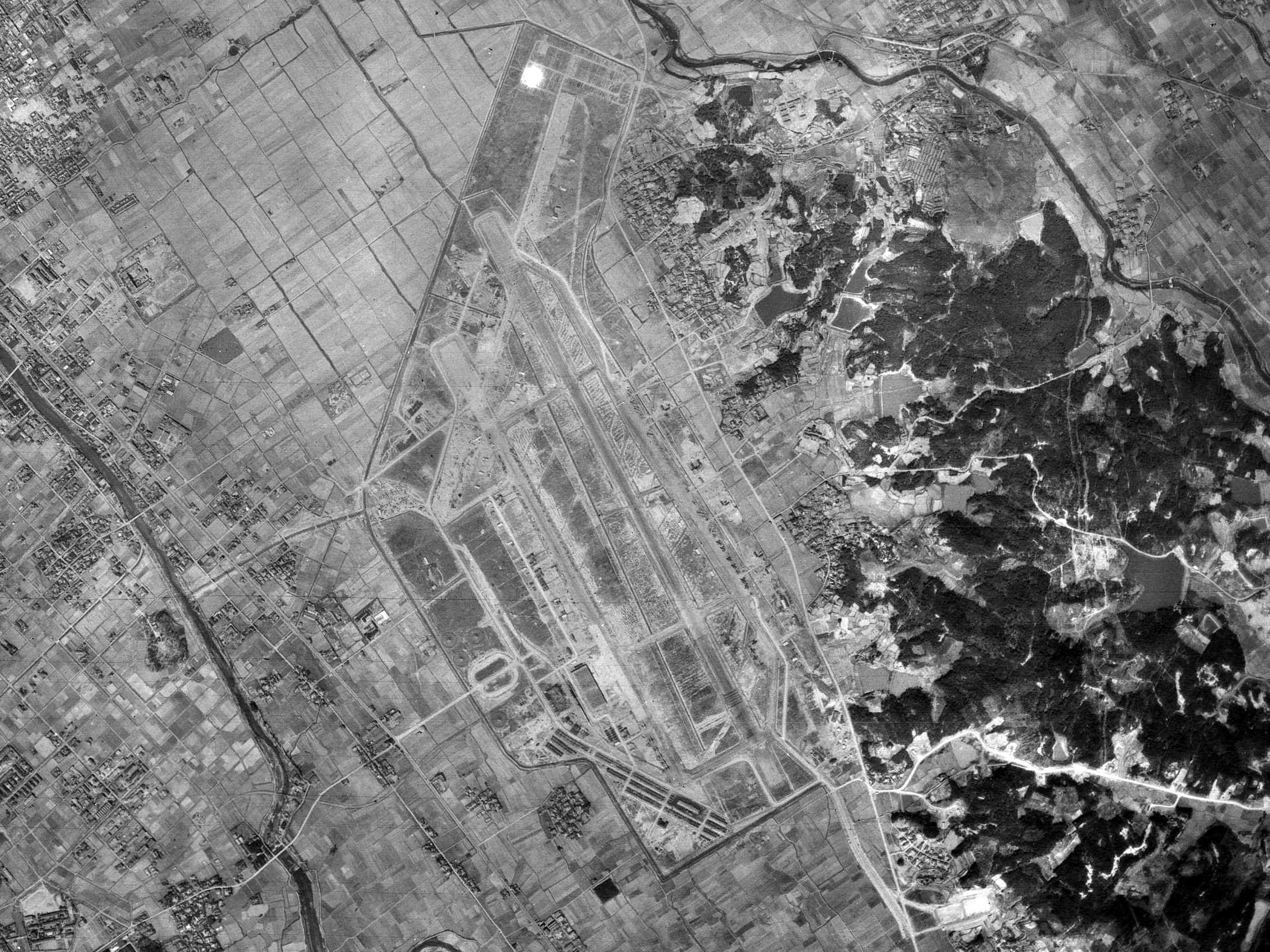
席田飛行場が接収されて間もない頃の空中写真（1947年）

板付基地を離陸するアメリカ軍のF-82戦闘機を見送る家族

- 1944年（昭和19年）2月 - 帝国陸軍航空部隊の席田飛行場（むしろだひこうじょう）として、福岡市の旧筑紫郡席田村（現・博多区）地区において建設を開始。当時249町歩の耕地が潰れ、314戸の農民の農地が収用された[23] (第一次強制接収)。1945年4月に沖縄に上陸したアメリカ軍の偵察が主任務とされた。
- 1945年（昭和20年）
  - 5月 - 2,215,000m2 の飛行場用地に600mの滑走路完成[24]。
  - 8月 - 太平洋戦争敗戦により、連合国軍の1国であるアメリカ軍が進駐。米軍の大型機が到着した際に、滑走路の強度不足で機体が沈み込む事態が発生した[25]。
  - 9月14日-10月9日、GHQは日本側の乗員と機材による終戦連絡事務による国内定期航空、いわゆる緑十字飛行を許可。東京-福岡など4路線を運航[26]。
  - 10月 - アメリカ軍が板付基地として接収。[27]
  - 10月21日 - GHQが東京、大阪、福岡、鹿児島のラジオ・ビーコン局の24時間運用を再開するよう指示[26]。
  - 11月21日 - 航空庁によって運用再開[28]。時期不明ではあるが、1952年の時点では周波数が変更されており355 kHzで出力は600 Wであった。また、垂直方向へのマーカービーコン（Zマーカー）75 MHz 5W が追加された。AN方式のレンジ・ビーコンで限定的だが方位を識別できた[29]。この無線標識を使って悪天候時に板付飛行場（当時）への進入が可能になった。更にGCAと組み合わせることで、悪天候下でも最終進入までが可能になった[29]。
  - 月次不詳 - 米軍機、二又瀬を経て九大農学部の松林に墜落、炎上[30]。
- 1947年（昭和22年）5月 - 逓信省航空保安部の地方機関として板付支所が開設される[31]。
- 1948年（昭和23年）3月17日 - 板付基地付近で女性1名が軍用機の標的吹き流しのロープに引っ掛けられ片足を切断[30]。
- 1949年（昭和24年）
  - 1月20日 - 須恵町で軍用機から誤射した銃弾が15歳少女の左肘関節を貫通、銃創を負わせる[30]。
  - 6月1日 - 電気通信省・航空保安庁の設置に伴って全国17箇所(板付を含)に航空保安事務所が開設され[26]、逓信省航空保安部板付支所は福岡航空保安事務所となる[31]。
  - 12月 - 飛行場外道路通行中の中学2年生が飛行中の機体からジェット燃料を浴び引火、全身やけどで死亡[30]。
- 1950年（昭和25年）
  - 3月6日 - 筑紫郡筑紫村の民家裏庭にジェット軍用機が墜落、炎上[30]。
  - 6月 - 二又瀬より約400mの田に軍用機が墜落[30]。
  - 同年6月25日に勃発した朝鮮戦争により、日本国内の最前線の基地のひとつとしてアメリカ軍航空戦力の増強が行われる[32]。
  - 6月27日 - 同年25日に発生した朝鮮戦争において、板付基地を発進したF-82とF80Cが金浦上空でYak-7戦闘機4機とIl-10攻撃機4機を撃墜。板付基地が朝鮮戦争の最前線基地となる[26]。
  - 12月 - 航空保安庁、運輸省の外局として航空庁となり、福岡航空保安事務所となる[31]。
- 1951年（昭和26年）
  - 1月 - 朝鮮戦争勃発後、9町9反余、5月34町6反余と逐次拡大され、農地が収用された。東西1.5 km、南北3.5kmの広大な地域を占め、北の千歳、東の立川とともに日本最大の空軍基地となった (当時、沖縄は日本国内ではなかった)。キャンプ博多 (志賀島村)、ブレディ補助飛行場 (雁ノ巣)、平尾銃撃場 (福岡市)、芦屋飛行場、高射砲陣地(芦屋)をつらねる一大基地群を形成[23]。
  - 2月3日 - 二又瀬より約200mの麦畑に軍用機が墜落[30]。
  - 4月 - 滑走路延長部分の拡充整備により米軍ジェット機の使用が可能となり、在日米空軍のF-86が配備される[33]。ジェット軍用機の騒音問題のはじまり。米軍の最前線基地として多い時は1時間に4,50機のジェット機が市民の頭上を朝鮮めざして飛び立った[34]。九州大学は離着陸経路の直下にあたり、1時間半に29回も講義が中断された記録が残る[34]。滑走路34 (当時は33) 南側末端西側誘導路から南方向に延びた舗装路の先には舗装された空地が存在するが、ここには当時アラートハンガーが存在した[35]。
  - 5月5日 - 志免町の麦畑に軍用機から500ポンド爆弾が落下、爆発し大穴を空ける[30]。
  - 5月10日 - 二又瀬の民家にF86が墜落。5戸全焼。住民11名が死亡[30]。
  - 8月29日 - 日本航空のDC-3「金星」号(フィリピン航空からチャーター)が招待試験飛行を行い、6年ぶりで東京-大阪-福岡間を往復[26]。
  - 10月25日 - 日本航空、民間航空の航空路線（福岡 - 大阪 - 東京）が営業開始 (ノースウエスト航空による委託運航)。第一便はもく星号。初便乗客36名[26]。
  - 11月1日 - 日本航空、福岡 - 大阪 - 東京線を1日1往復の正規ダイヤで運航開始[36]。（ノースウエスト航空による運航委託）
- 1952年（昭和27年）
  - 8月 - 航空保安庁、運輸省の内局として航空局となり、福岡航空保安事務所となる[31]。
  - 8月27日 - 日本航空、フィリピン航空からチャーターした DC-3 (金星号) で東京-大阪-福岡線を運行 (8月29日まで)[37]
  - 9月 - 福岡市城西橋電停付近の家屋に軍用機が墜落。1戸全焼、1名死亡[30]。
  - 10月25日 - 日本航空、国内線自主運航開始( DC-4) 東京～札幌 (1便/日)、東京～大阪 (2便/日)、東京～大阪～福岡 (1便/日)[19][37]
  - 12月3日 - 福岡市議会が「板付飛行場の軍事基地撤退並びに国際空港指定についての決議文」を議決。決議文の末尾には「なお本飛行場の名称につきましては、その所在地は那珂町字『板付』となんら関係なく、福岡市地域内でありますので『福岡飛行場』と改称されることを切望いたします」と記載された[30][33]。
  - 月次不詳 - 二又瀬から200mの畑で、軍用機の吹き流しが高圧線を切断[30]。
- 1953年（昭和28年）
  - 3月 - 在日米軍から日米合同委員会に対して、板付基地を補完する目的で博多湾を水上機の発着に使用したいとの申し入れ。市議会は直ちに反対意見書を日米合同委員会に提出[30]。
  - 12月20日 - 日本航空、東京-福岡直行便を運航開始。[37]
  - 月次不詳 - 日本人管制官が、タワー、GCA、ラプコンで勤務開始[38]。
- 1954年（昭和29年）
  - 1月 - 第二次強制接収を実施される[39]。
  - 3月 - 福岡市議会において沖縄線の福岡空港寄港を切望する決議「日本航空沖縄線の板付空港寄港についての決議」が議決された[33]。を議決。九州と不可分にある沖縄諸島との緊密化を目的としたもの[30]。
  - 4月 - 極東航空（後の全日本空輸）、大阪 - 福岡 - 岩国線を運航開始[40][37]。
  - 11月 - 米軍の韓国引き上げに伴い、板付飛行場からの日本航空の引き上げを在日米軍側が非公式に要請。飛行場の民間利用が緊迫する。日本航空は他に適当な空港がないこと、地域経済が弱体化すること、地域の安全な生活が一層脅かされることが懸念された[30]。
  - 11月26日 - 極東米軍司令部の日本政府に対する板付基地日本航空使用取りやめ要請に対し、福岡市議会は使用存続並びに国際空港誘致を極東米軍に要請する決議を行った[33]。

- 1955年（昭和30年）

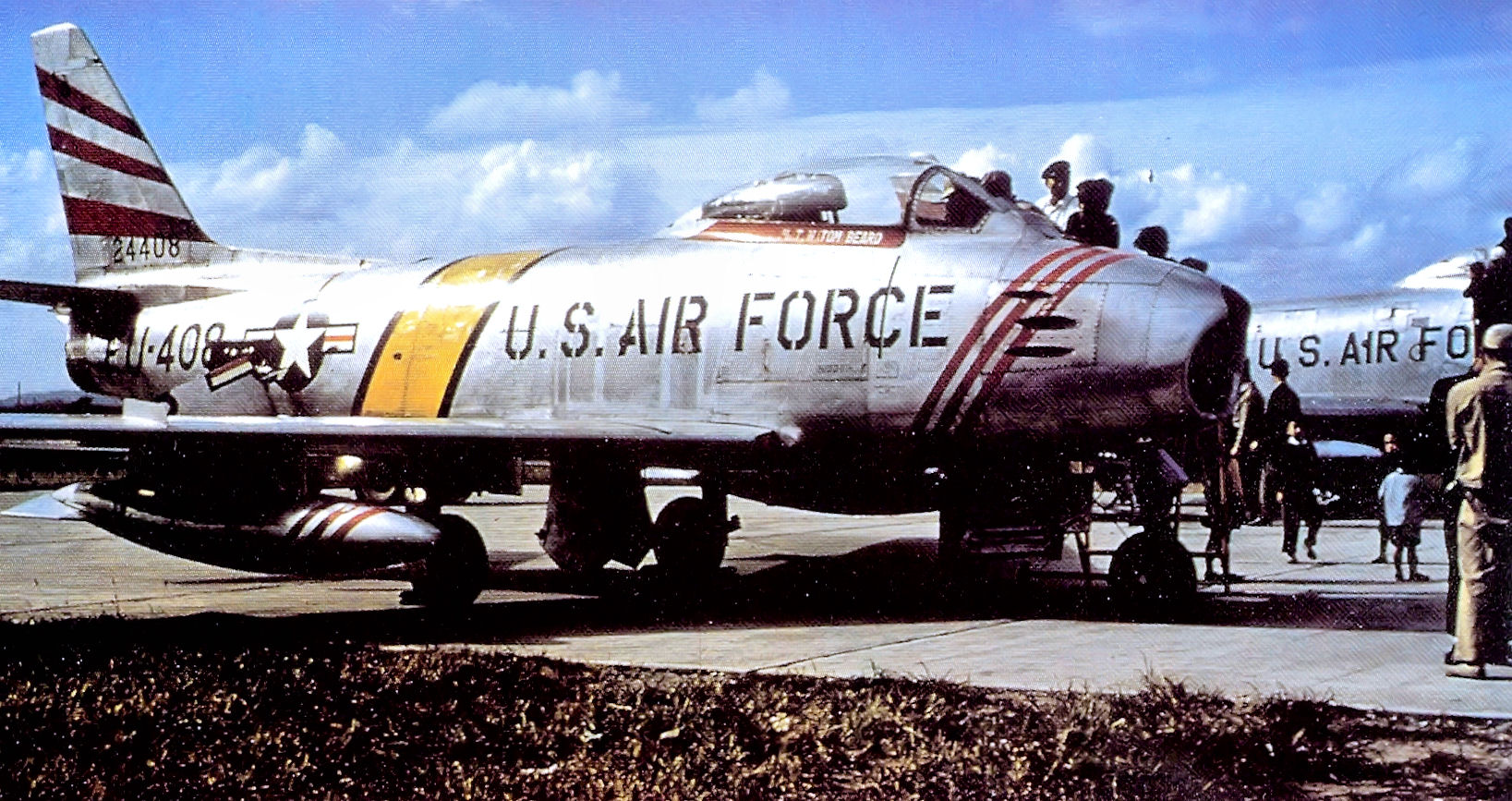
板付基地のF-86　1954年

  - 6月 - 板付基地移転促進協議会が結成される。市議会、教育委員会、PTA、農協、九州大学、商工会議所など官民市民を巻き込んだ組織となる[30]。
  - 7月 - 板付基地周辺13ヶ所に高射砲陣地増設の協力要請が米極東空軍副司令官から市長に書簡。反対活動が活発化する[30]。
  - 月次不詳 - 1955年の資料での福岡周辺の無線標識: 板付 (388 kHz, QU)、芦屋 (1670 kHz, AH)、築城 (1540 kHz, TP)[41]、BRADY (Brady Air base、雁ノ巣、1655 kHz, DG)、壱岐島 (1642 kHz、KA)、福岡 (355 kHz、FK、600 W)。このうち日本政府が運用しているものは福岡のみであり、他は駐留軍が運営しているもので、すべて無指向性[22]。
- 1956年（昭和31年）
  - 2月13日 - 日米合同委員会において、日本代表は板付米空軍基地における税関の設立を提議[33]。
  - 2月25日 - 米軍双発輸送機竹下西町に墜落3戸全焼、1戸半焼、1戸破壊[42]。
  - 3月 - 日米合同委員会施設委員会により、航空ターミナルとしての用地の譲渡、及び板付空軍基地の一部分の使用について許可がおりる[33]。
  - 9月 - 日本航空、福岡 - 那覇線を運航開始[36]。当初、日本航空が羽田-沖縄線の中継地として板付寄港許可願を申請したが米極東空軍が不許可としたが、市民運動等の活動により許可されるに至ったとの記録あり[43]。
  - 11月14日 - 在日米空軍のF-100スーパーセイバー超音速戦闘機6機、板付到着[33][42]。F100は原爆搭載可能機種であり原爆の持ち込みが疑われた[44]。
  - 月次不詳- 福岡ARTCC (Air Route Traffic Control Center)廃止。代わりに板付ラプコンが設置される。飛行場西側に新築[45]。
  - 月次不詳- 1956年度（昭和31年度）の1ヶ月平均の定期便発着回数は国内線が264、国際線(沖縄を含む)は18便[33]。
- 1957年（昭和32年）
  - 月次不詳 - 福岡市の各大学生らが決起大会を開いて「原爆搭載機F100持ち込み反対」を決議し、福岡市議会も「F100による爆音の激しさによって、防音装置をした学校でも勉強できなくなる」とF100反対を決議した[44]。
  - 2月26日 - C47輸送機とF100が空中接触して竹下西町の畑に墜落、付近の住宅2戸が全焼、1戸半焼[30]。
  - 4月 - 第三次強制接収が実施される[39]。
  - 4月22日 - 極東航空、福岡-大分線の運行を開始[37]。
  - 8月1日 - この時点でのローカル線は、極東航空による鹿児島 (所要時間1時間20分)、宮崎(同1時間45分)、大分(同40分)便が各1日1往復、デ・ハビランド DH.104 ダブ (定員10名) を使用して運航が行われていた。運賃は、鉄道 (急行を利用) に比べて、約1.2から1.4倍であったが、鉄道の場合は大分まで約5時間、鹿児島まで約7時間、宮崎にいたっては10時間もかかっていた[46]。
  - 11月13日 - 米軍機が補助タンクを吉塚5丁目に落下させ家屋1戸全壊し主婦1名死亡。他に家屋2戸に被害[30][42]。
- 1958年（昭和33年）
  - 2月12日 - 度重なる事故による被害発生のため政府保証による、飛行場滑走路北側の二又瀬本町の集団移転が始まる[42]。
  - 4月25日 - 全日空、東京ー大阪間の深夜貨物郵便専用機を大阪ー福岡間の路線に接続、直行便を開設。[37]
  - 5月20日 - 金隈にT33が不時着。農作物に被害[30]。
  - 6月 - 全日本空輸、福岡 - 大阪間の夜間郵便飛行開始[40]。
  - 12月21日 - F102A戦闘機到着[42]。
- 1959年（昭和34年）
  - 1959年度（昭和34年度）、日本航空は、東京-大阪-福岡間に一日2往復、東京-福岡間に一日1往復 (使用機材はDC-4) を就航させていた[47]。
  - 2月26日 - 名島の九電テニスコートと町工場に補助タンクと部品が落下。工場の屋根などに被害[30]。
  - 5月18日 - 全日空、福岡一長崎（大村）線の運航開始。[37]
- 1960年（昭和35年）
  - 4月12日 - 志賀町（現・福岡市東区）西戸崎沖合(博多湾)に輸送機が不時着。損害なし[33]。
  - 5月 - 大村空港の開港に伴い、福岡 - 大村線を全日本空輸が新設[47]。
  - 5月28日 - 老司上曰佐の民家など5ヶ所に補助タンクと部品が落下。家屋、農作物、電線に被害[30]。
  - 6月22日 - 日本航空、東京ー福岡問の深夜割引「ムーンライト便」の営業開始。[37]
  - 8月15日 - 全日本空輸の路線はこの時点で、宮崎 (1:50)、鹿児島 (1:55)、大村 (1:20) との間1日1往復 (使用機材はDHヘロン、括弧内は所要時間)、および大阪との間に1日6往復 (一部は岩国経由あり。また郵便貨物便を含む)[47]。
  - 8月19日 - 福岡市下月隈字水田887の6で輸送機噴射ガスにより家屋に被害[33]。
- 1961年（昭和36年）
  - 2月2日 - 日本航空が東京-大阪-沖縄線を便週2往復で運航開始。これに伴い、東京-大阪-福岡-沖縄線は週4往復から2往復に減便[48]。
  - 3月21日 - 日本航空のDC-6B、東京ー大阪ー福岡線に就航。[37]
  - 3月27日 - 福岡市本満尾(基地東側)でジェット輸送機噴射ガスにより自動車ガラス破損。負傷1名[33]。
  - 4月1日 - 全日本空輸が福岡-岩国、福岡-宮崎、福岡-鹿児島、福岡-大村間の路線を定期路線として運航を開始[48]。
  - 4月5日 - 筑紫郡大野町字中村でジェット軍用機から補助タンクと模擬弾が落下し農作物に被害[33]。
  - 8月 - 当時の民間国内幹線は東京-大阪-福岡が日本航空により3往復/日が運航されていた(使用機材はDC-4)[49]。
  - 8月15日 - 離陸中のF102が飛行場北端で炎上[30]。
  - 9月14日 - 志賀島の船だまり西側防波堤にF100が墜落。排砂管や電線に被害[30]。
  - 10月25日 - 日本航空のジェット機 (コンベア880) が板付へ初乗り入れ[33][37]。
  - 12月7日 - 香椎堀川町にF100ジェット機墜落。民家家屋3戸全焼、1戸半焼。母子4名死亡[30][42]。
  - 12月15日 - 別府団地に米海軍双発対潜哨戒機からソナー(潜水艦探索筒)が落下[30]。
- 1962年（昭和37年）
  - 2月25日 - 軍用機の衝撃音により、九大医学部耳鼻咽喉科の窓ガラス百数十枚が破損[30]。
  - 7月25日 - 国鉄吉塚駅構内に模擬爆弾が落下[30]。
  - 8月 - 当時の民間航空幹線は、東京-大阪-福岡が日本航空により6往復/日が運航されていた(DC-4 での5往復とDC-6Bでの1往復)、東京-福岡が日本航空により3往復/日が運航されていた(DC-4 での1往復とDC-6Bでの1往復とCV-880での1往復)[49]。
- 1963年（昭和38年）
  - 1月18日 - 離陸直後のF100がコースをはずれ、空港ターミナル前のエプロンに墜落、爆発。負傷1名。事務所等に被害[30]。
  - 5月12日 - 在日米空軍がF-105を配備。沖縄から14機到着[33][42]。この頃、常駐米軍機数が最大となる[33]。1945年（昭和20年）から1963年（昭和38年）までに、板付基地およびその周辺で発生した米軍機による墜落及び炎上事故 30件、不時着 10件、ヘリコプター無人機墜落不時着 3件、模擬爆弾落下 11件、補助タンク落下 11件、機関銃弾及びロケット弾誤射落下 6件、死亡 19名、負傷 14名などおびただしい数の事故が発生[50]。
  - 12月31日 - 米第5空軍司令官により空軍の再編成が発表される。板付基地は予備基地となり、常駐機の多くが横田に移駐する計画を発表する。F-105D 3個中隊 50機、F-100戦闘機 20機、合計70機の引き揚げを翌1964年（昭和39年）春から実施し、夏までに終わる予定とされた[33]。
  - 月次不詳 - 福岡地区管制所の開始を機に全日本人管制官が現場から撤退[38]。
  - 月次不詳 - 1963年度（昭和38年度）の1ヶ月平均の定期便発着回数は国内線が763、国際線(沖縄を含む)は37便[33]。
  - 月次不詳 - 設置時期不明だが、1963年（昭和38年）時点で ILS が設置されていた[51]。
- 1964年（昭和39年）
  - 1月30日 - 在日米空軍はF-105の撤退を発表。10月以降は米軍機の常駐しない基地となることが確認された。常駐機はいなくなるものの日米合同演習その他不定期に米軍機の飛来は続いた[33]。実際にはその後も348戦闘支援隊が有事駐留した[52]。
  - 2月29日 - F100ジェット戦闘機18機板付基地から撤退[42]。
  - 月次不詳 - この頃の駐留米軍機は100機を越えていた (F105 60機、F102 20機、F100 20機、T33 3機 T39 2機)[42]。
- 1965年（昭和40年）
  - 3月1日 - 日本国内航空が乗り入れる[33]。3月1日、日本国内航空はCV880M「銀座」号による東京-札幌、東京-福岡線ジェット便を開始[26]。
  - 8月1日 - 日本航空のB727 東京～大阪～福岡線に就航[19]
  - 8月3日 - 沖縄基地からC130など35機が台風避難のため一斉に飛来[30]。8月6日、福岡市議会は「B52、C130その他米軍用機の板付基地の一方的使用に反対する決議案」を議決した[30]。B52の飛来は事前予告されたが実際には飛来しなかったが、35機は台風避難を理由に、事前協議なしに飛来した[30]。
  - 8月5日 - 政府は日米合同委員会で米代表からキャセイ・パシフィック航空、大韓航空両社の板付飛行場使用の同意をうけ、17日の閣議で正式に決定された。これまでの日本航空の沖縄便に加えて、国際路線が拡充されることになった[33]。
  - 9月1日 - 大韓航空の一番機が乗り入れ[33]。
  - 9月2日 - キャセイ・パシフィック航空の一番機が乗り入れ[33]。
  - 月次不詳 - 東京線にジェット旅客機就航[53]。
- 1966年（昭和41年）
  - 3月 - 西日本空輸共同使用許可がおりる[33]。
  - 3月5日 - 福岡空港事務所福岡管制所 (1966年5月20日の運輸省設置法により福岡航空交通管制部となる)が、福岡市和白町奈多へ移転。それまで板付飛行場西側にあった米軍ラプコン内に同居し、米軍が行っていた北九州および中国地方の一部エンルート業務が1961年（昭和36年）9月から委任されていた[45]。
  - 5月20日 - 札幌、束京、福岡の3航空交通管制部設置。[37]
- 1967年（昭和42年）
  - 4月1日 - 福岡空港ビルディング株式会社設立。[37]
  - 9月2日 - 日本航空、国際線の福岡 - 釜山線を運航開始。日本航空国際線の最短路線となった。当初はDC-6Bを使用し、1969年（昭和44年）4月1日以降は日本国内航空からウェット・チャーターしたYS-11A使用し、大阪-福岡-釜山線とした。その後、DC-8 等が用いられた。[54][55]。
  - 10月 - 運輸省の地方支分部局として大阪航空局が設置され、その下部機関として福岡空港事務所となる[31]。
  - 月次不詳 - この頃、航法援助施設として ILS、レーダー進入施設 (ASR)、無線着陸誘導施設 (GCA)、無線着陸誘導施設 (DF、方向探知機)、無指向性無線標識 (NDB、ホーマービーコン)が設置されていた[42]。また、鉄道施設として国鉄鹿児島本線竹下駅から分岐した鉄道側線が2400mにわたり引き込まれ、燃料・弾薬などの物資搬入に用いられた[42]。1948年（昭和23年）4月の段階で建設中であることが確認できる[56] 半道橋2丁目南側にある第三号東光寺緑地から学校法人沖学園に至る湾曲した道路はその経緯からである。
- 1968年（昭和43年）
  - 1月23日 - プエブロ号事件が発生。これにより朝鮮半島情勢の緊張が高まり、沖縄の嘉手納基地からF-4十数機が移駐する[57]。それまで348戦闘支援隊の20機程度の駐留機だったのが、米軍のF4Cファントム戦闘爆撃機、A3スカイウォリアー艦上攻撃機、RB66デストロイヤー爆撃機、C130ハーキュリーズ輸送機、航空自衛隊のT33練習機やRB57F高空偵察機が駐留するようになる[58]。米軍のベン・マトリック大佐が「国際情勢が緊迫したら、板付基地から一日約40便の民間機を閉め出すことがありうる」と言明[58]。
  - 6月2日 - 前述の経緯により板付飛行場に移駐していたRF-4Cファントム偵察機が、九州大学箱崎キャンパスで建設中の大型計算機センターに墜落する[59]。
- 1969年（昭和44年）
  - 3月31日 - 東京発福岡行の日本航空B-727-100「よど号」が、福岡空港を経由して、赤軍派学生にハイジャックされ北朝鮮の平壌へ強制着陸。[37]
  - 4月 - 第1旅客ターミナルビル供用開始。日本初のパッセンジャー・ボーディング・ブリッジを備えた。
  - 4月22日 - 板付基地常駐の第165迎撃偵察中隊RF-101が米本国に向けて撤退[38]。離陸中の1機が炎上する事故が発生[60]。
  - 5月10日 - 板付基地常駐の第165迎撃偵察中隊E-B66が沖縄に移動。米軍の常駐機がなくなる[38]。
- 1970年（昭和45年）
  - 3月31日 - 東京発福岡行日本航空B727「よど号」赤軍派学生にハイジャックされ朝鮮民主主義人民共和国平壌へ強制着陸（乗客・乗員・機体は4.5無事帰国）[19]
  - 12月21日 - 日米安全保障協議委員会おいて米軍管理の飛行場の整理統合計画が承認され、板付飛行場の返還、運輸省への移管が決まる[38]。
- 1971年（昭和46年）
  - 2月 - 福岡航空交通管制部(ACC)の2名の管制官が、管制業務引継の先遣隊として福岡空港事務所に勤務開始[38]。
  - 5月1日 - 福岡空港事務所総務課に管制業務移管等準備室を設置。米軍管制官と共に慣熟訓練を行う[38]。
  - 6月15日 - 「玄海アライバル」が発効。ノン・レーダー管制方式を用いた日本人管制官のみでの管制が始まる。ノンレーダーの理由は脚注参照[38]。板付飛行場の返還が予想外に早かったことが窺われる。
  - 7月1日 - 午前零時、米軍からの管制業務の移管完了。空港西側にあった米軍の施設をそのまま用いて管制業務を行った[38][61]。米軍は、管制塔外部に掲示されていた ITAZUKE TOWER のプレートを持ち帰り、National Museum of the US Air Forceで保管、展示[62]。米軍撤退に伴いTACANが撤去されたため、航空機は距離測定ができなくなった[63] (福岡VORTACの供用開始は1973年7月)。
  - 11月 - 国・福岡県・福岡市と周辺団体の間で「福岡空港用地に関する覚書」を締結[39]。
  - 12月 - フリーナー調査団報告書が提出され、「福岡空港における高速脱出誘導路建設を急ぐべき」、「福岡のターミナルレーダー機器は新しい機器と交換すべき。現在の機器は少なくとも20年前のもので有用性はもう無くなっている」、「管制塔をできるだけ早く更新すべきである」との指摘がなされた[38]。

### 福岡空港としての歴史
- 1972年（昭和47年）
  - 4月1日 - アメリカ空軍より大部分が返還され、「第二種空港」として供用を開始。レディオ・コールサインが「イタヅケ」 (例: イタヅケ・タワー、イタヅケ・アプローチ)から「フクオカ」に変更。第二種空港としては初の航空機騒音防止対策法上の特定飛行場に指定され、22:00-07:00 を避けた定期便のダイヤ設定が行政指導の形で行われた[38]。消防の責任も日本側に移管。移管時点での機材は米国側から借用した化学消防車など3台。人員は課長と係長の2名だけ。当分は空港ビル関係者のみで編成する自衛消防隊が担当する状況であった。1970年（昭和45年）4月、米国側は「現在の消防力では、乗客100名以上の大型機の事故には対処できない」と日本側に通告していた[63]。
  - 4月 - 航空機騒音防止法による「特定飛行場」に指定[39]。
  - 6月 - 国・福岡県・福岡市と周辺団体の間で騒音対策等に関する協定書締結[39]。
  - 7月 - 米軍が残した ILS を更新[64]
  - 8月 - 米軍の残したレンジ40NMのCPN18-C型レーダーを使用した(ターミナル)レーダー管制業務の正式運用を日中の12.5時間に限定して開始。管制官総数は36名[38]。
  - 11月6日 - 東京発福岡行日本航空B727がハイジャック、東京国際空港に引き返し犯人を逮捕[19]
  - 月次不詳 - 1972年における1日平均の取り扱い機数は171機。内軍用機は6%。内ジェット機49%、プロペラ機46%、ヘリコプター4%[38]。
- 1973年（昭和48年）
  - 7月 - 空港東側に新設された管制塔で管制業務を開始。ASR/SSRのレンジは50NM。管制官総数44名。敷地内にあった板付TACANを廃止し、旧雁ノ巣飛行場跡地にあった福岡VORTAC運用開始[38]。
- 1974年（昭和49年）4月 - 第2旅客ターミナルビル供用開始。
- 1975年（昭和50年） - エア・サイアム（バンコク - ロサンゼルス、当空港初の長距離国際線）とエールフランス（パリ - 東京、地方空港初の欧州便）が寄港するが、両社とも2年ほどで撤退。
  - 3月1日 - 東亜国内航空、東京～札幌、東京～福岡線の2幹線運航開始 (DC-9)[19]
- 1976年（昭和51年）
  - 3月 - 第1次騒音訴訟（住民368名）（21:00-7:00使用禁止、慰謝料）提訴[65]。
  - 6月 - 航空機騒音防止法による「周辺整備空港」に指定[39]。
  - 7月 - 福岡空港周辺整備機構設立[39]。
  - 10月 - 第2次騒音訴訟（住民96名）提訴[65]。
- 1978年（昭和53年）
  - 10月 - ターミナル・レーダー管制業務が24時間体勢となる。タワー、アプローチとあわせてすべて24時間運用となる[38]。
  - 12月12日 - ITCチャーター便第1番機（日本航空、全日空）が福岡・熊本空港から出発[19]
  - 月次不詳- 1978年（昭和53年）における1日平均の取り扱い機数は204機[38]。
- 1981年（昭和56年）
  - 4月 - 国際線旅客ターミナルビル（のちの第3ターミナルビル）供用開始。
  - 4月17日 - 午前3時40分頃、空港西側にあるレーダー・サイト内の空港監視レーダー (ASR: Airport Surveillance Radar) 室のレーダー送受信機付近から出火し約1時間後に消し止められた。室内は半焼し予備機あわせて二組とも使用不能になった。17日からノン・レーダー管制方式による管制を実施。復旧までに数ヶ月を要する見込み (記事による)[66]。鉄筋コンクリート平屋建て240m2のうちASRの機器が入っている一室50m2を焼いた。この火事でASRが使えなくなったほか、隣の部屋のトランスミッターサイトもススを被り送信機も使用できなくなった。送信機だけは同空港に予備施設があったため、無線通話対空通信は使用でき、離着陸の誘導に支障はなかった[67]。
- 1982年（昭和57年）
  - 3月 - 福岡管区気象台福岡空港気象レーダーが完成。6月11日から正式運用開始。100kmの擾乱度（乱気流）を含む降水エコーデータを監視[68]。
  - 8月 - ARTS-J 試験運用開始。レンジは60NM[38]。
- 1983年（昭和58年）1月 - ARTS-J 正式運用開始。管制官総数は60名[38]。
- 1984年（昭和59年）1月 - 1984年における1日平均の取り扱い機数は205機。軍用機の割合は7.9%[38]。
- 1987年（昭和62年）6月1日 - コンチネンタル・ミクロネシア航空の一番機がグアムから乗り入れ。
- 1988年（昭和63年）3月28日 - シンガポール航空の一番機がシンガポールから乗り入れ。
- 1989年（平成元年）
  - 12月16日 - 中国国際航空(CCA)981便 (北京発上海経由ニューヨーク行き) が上海に向けて飛行中にハイジャックされ、壱岐上空経由で福岡空港滑走路34に着陸。福岡空港への着陸要求は残存燃料を考慮した機長の判断による。（中国民航機ハイジャック事件を参照）
  - 月次不詳 - 1989年における1日平均の取り扱い機数は261機。管制官総数は昭和63年の56名から59名に増加[38]。
- 1990年（平成2年）
  - 4月1日 - 日本航空の B-747-400 成田ー ソウル、羽田一福岡、羽田一沖縄の3路線で運航開始。[37]
- 1993年（平成5年）
  - 3月 - 福岡市営地下鉄が乗り入れ。地下鉄乗り入れ前の交通機関は主にバスとタクシーのみであり、交通渋滞の影響を大きく受けていた。
  - 9月 - 新第２ターミナルビル供用開始（現第２ターミナルビル）[39]。
- 1994年（平成6年）1月 - 騒音訴訟の最高裁判決（飛行禁止は却下、慰謝料1.4億円（一部は2審で確定））[65]。
- 1995年（平成7年）9月 - 国内貨物ビル供用開始。
- 1997年（平成9年）
  - 1月20日 - 0全日空217便伊丹から福岡へ飛行中のB777型機がハイジャック発生福岡空港に着陸直後に犯人逮捕[19]
  - 2月 - ARTS-E (ターミナルレーダー情報処理システム)運用開始。覆域60NM。[38]
  - 12月17日 - ハーレクインエア福岡～ブリスベーン間の国際チャーター便を初運航[19]
  - 月次不詳 - 1997年における1日平均の取り扱い機数は362機[38]。2月、新管制塔へ管制業務の運用が移行される[31]。
- 1998年（平成10年）
  - 9月19日 - スカイマークエアラインズ羽田～福岡線をB767で定期運送事業開始。35年ぶりの国内定期航空新規参入実現[19]
- 1999年（平成11年）5月 - 新国際線旅客ターミナルビル、国際貨物ビル供用開始。旧国際線旅客ターミナルビルを第3ターミナルビルに改称。
- 2000年（平成12年）
  - 3月23日 - 天草エアライン天草～福岡等就航開始[19]
  - 7月 - 旧国際線ターミナルを国内線ターミナルとして供用開始[39]。
- 2003年（平成15年）1月 - 東側平行誘導路の直線化完了、供用開始[39]。
- 2004年（平成16年）1月 - 滑走路34のILS運用開始。
- 2005年（平成17年）
  - 1月21日 - 日本航空グループ子会社のハーレクィンエア（福岡拠点）を、4月末で運航停止[19]
  - 4月 - 誘導路(E-10)の直線化、バイパス誘導路(E-11)の供用開始[24]。
  - 6月1日 - 「エアーネクスト(AIRNEXT)」がB737-500型機で福岡空港を拠点に小松線1日2便、石垣線1便の運航を開始[19]
- 2008年（平成20年）6月18日 - 空港法改正により、4条1項5号に該当する空港として政令で定める空港に区分される。
- 2012年（平成24年）- 滑走路増設に係る環境アセスメント手続きに着手[39]。平行誘導路二重化事業に着手[39]。
  - 7月3日 - ジェットスター・ジャパンが A320 を使用して成田-福岡便の運航を開始[69]
  - 6月 - 国内線ターミナル地区再整備事業（ターミナルビルのセットバック、誘導路二重化等）に着手。[70]
- 2015年（平成27年）6月 - 2019年（平成31年）3月完成を目標として、国内線第1ターミナルビル全体および第2ターミナルビル一部の撤去と、第2ターミナルビル残部および第3ターミナル全体を全面改修し、地上5階、地下2階の新国内線旅客ターミナルビルを建設する全面改修工事を開始[71]。
- 2016年（平成28年）
  - 3月27日 - 航空法の混雑空港に指定される。
  - 10月4日 - 国内線第1ターミナルビルが閉館。翌日より、第2ターミナルビルおよび第3ターミナルビルを国内線旅客ターミナルビルに改称。
- 2019年（平成31年）4月1日 - 滑走路等の空港運営事業を民営化。
- 2020年（令和2年）
  - 3月26日 - 福岡空港奈多地区（奈多ヘリポート）運用開始[15]。
  - 3月31日 - 第7管区海上保安本部福岡航空基地廃止。所属機等は北九州航空基地に移転。国内線ターミナル地区の平行誘導路の全面的に二重化運用開始。9番、10番搭乗ゲート運用開始[72]。
- 2022年（令和4年）
  - 5月 - 国際線旅客ビル施設の増改築着工。

- 2024年（令和6年）

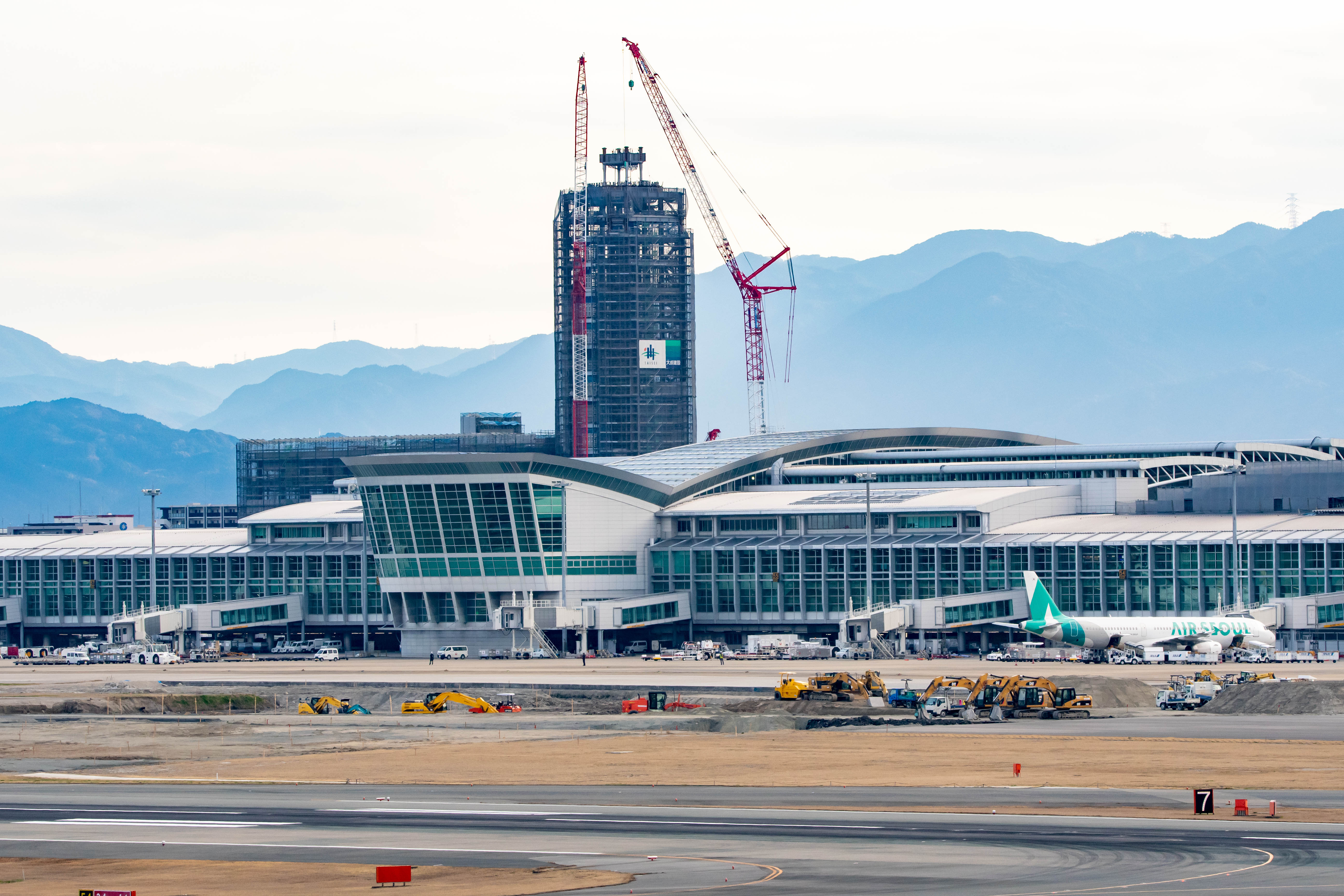
工事中の新管制塔と新滑走路

  - 10月 - 福岡空港事務所新庁舎、新管制塔竣工[73]。
  - 12月5日 - 新管制塔の運用開始[74]。戦後に米軍が設置した管制塔から4代目の管制塔となる。
- 2025年（令和7年）
  - 3月 - 3月20日に増設の第二滑走路（長さ2500m×幅60m）運用開始[4]（通常時、国際線の離陸用として使われる[5]）。3月28日に国際線ターミナルビルのリニューアルを完成し、増改築後の保安検査場、免税店エリア、フードコート等グランドオープン[75]。
  - 10月 - 長崎・熊本進入管制区を廃止し、長崎空港、熊本空港、大村飛行場の進入・ターミナルレーダー管制を福岡空港事務所に移管予定[76]。
- 2026年（令和8年）
  - 10月 - 大分進入管制区を廃止し、大分空港の進入・ターミナルレーダー管制を福岡空港事務所に移管予定[76]。
- 2029年（令和11年）
  - 2029年度、福岡高速3号線（空港線）延伸開通予定[77]。
- 時期未定 - 福岡空港事務所福岡飛行援助センター（FSC）に鹿児島空港事務所鹿児島飛行援助センター、那覇空港事務所那覇飛行援助センターを統合し、福岡空港事務所福岡対空センターに改組予定[78][79][80][81]。

## 施設

### 旅客ターミナルビル
旅客ターミナルビルは、国内線と国際線の2棟あり、福岡国際空港株式会社（2019年1月31日までは株式会社福岡空港ビルディング）が運営している。国内線ターミナルは滑走路の東側、国際線ターミナルは滑走路の西側に位置し、両地区間には約10分間隔で無料のシャトルバスが運行されている。なお、地下鉄駅は国内線ターミナル南側地下にあり、アクセスホールの上下移動だけでチェックインカウンターと連絡している。
2016年10月4日までは国内線第1、第2、第3および国際線の4棟で運用されていた。2016年から2020年にかけて国内線地区の再整備が行われ、第2と第3ターミナルを一体化し、一部を増築する工事が行われた。第1ターミナルは解体されエプロンの拡張用地となった。
なお、2027年夏を目処に国内線ターミナルビルと駐車場の間に商業施設、ホテル、バスターミナルなどの機能を有する複合施設を開業予定。このうち、ホテルに関しては西日本鉄道の子会社である西鉄ホテルズが福岡では2件目となるソラリアブランドかつ初めての空港直結型ホテル「ソラリア西鉄ホテル福岡エアポート（仮称）」を開業予定。このバスターミナルが完成すると、国内線⇔国際線ターミナルビル連絡バスの所要時間がこれまでの10分から5分に短縮される予定。

#### 国内線ターミナルビル
- 供用開始 : 2020年1月
- 構造 : 地上5階　地下2階　ボーディング・ブリッジ12基
- 延床面積 : 128,000平方メートル

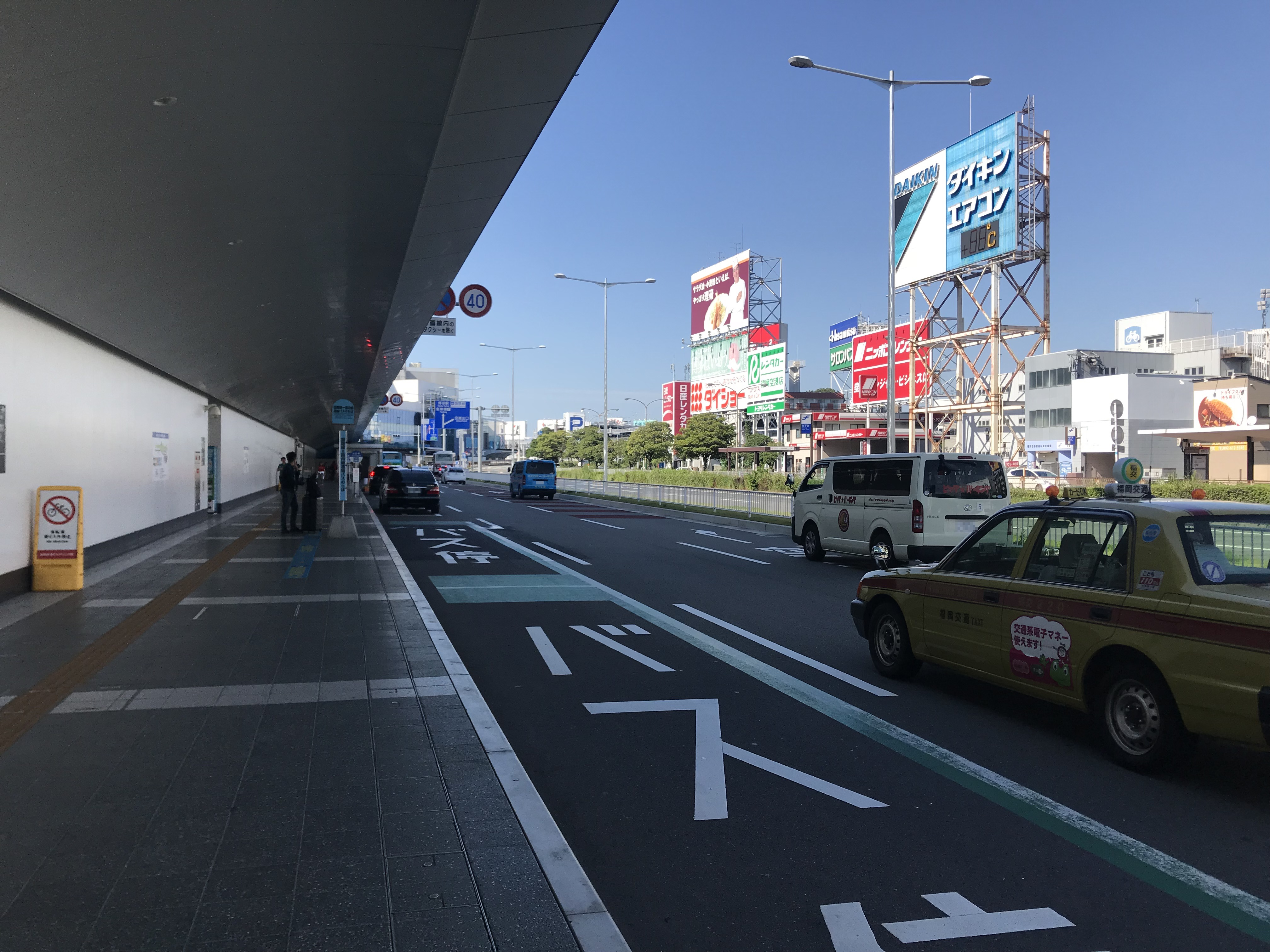
国内線ターミナル前の様子
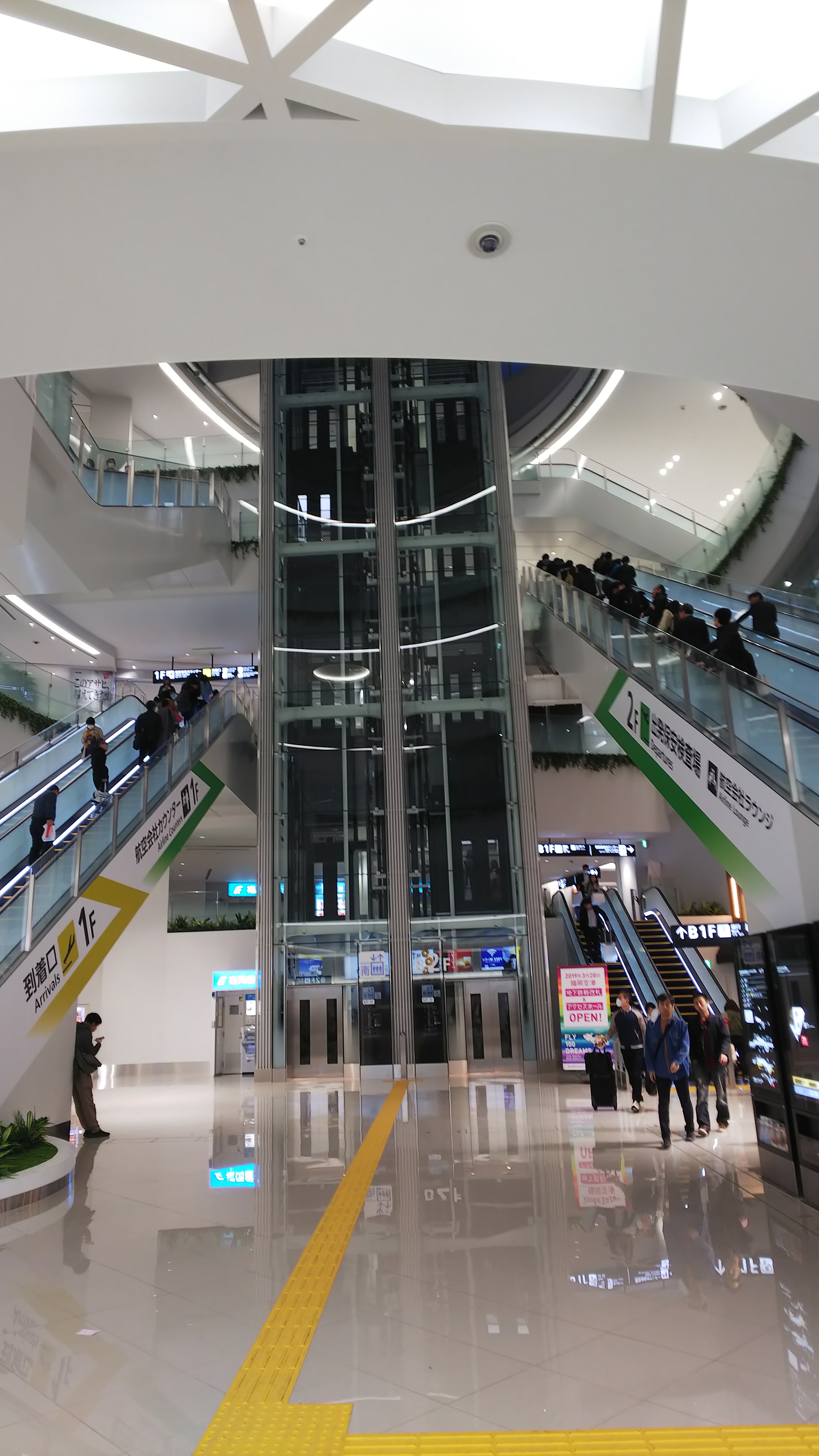
アクセスホール

#### 国際線ターミナルビル
- 供用開始 : 1999年5月(2025年3月増築リニューアル)
- 構造 : 地上4階　ボーディング・ブリッジ12基
- 延床面積 : 136,000平方メートル[85]

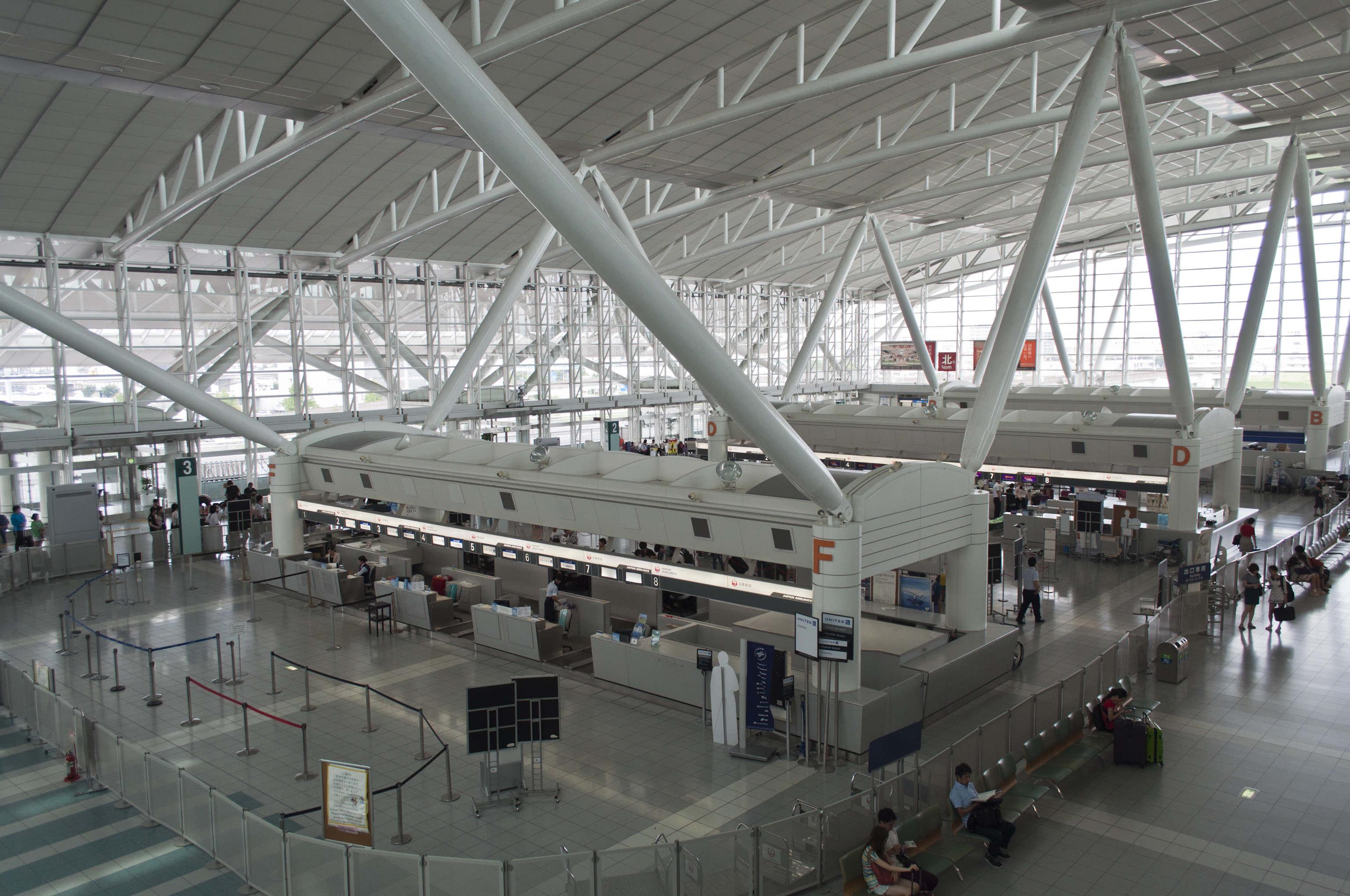
出発フロア（3F）
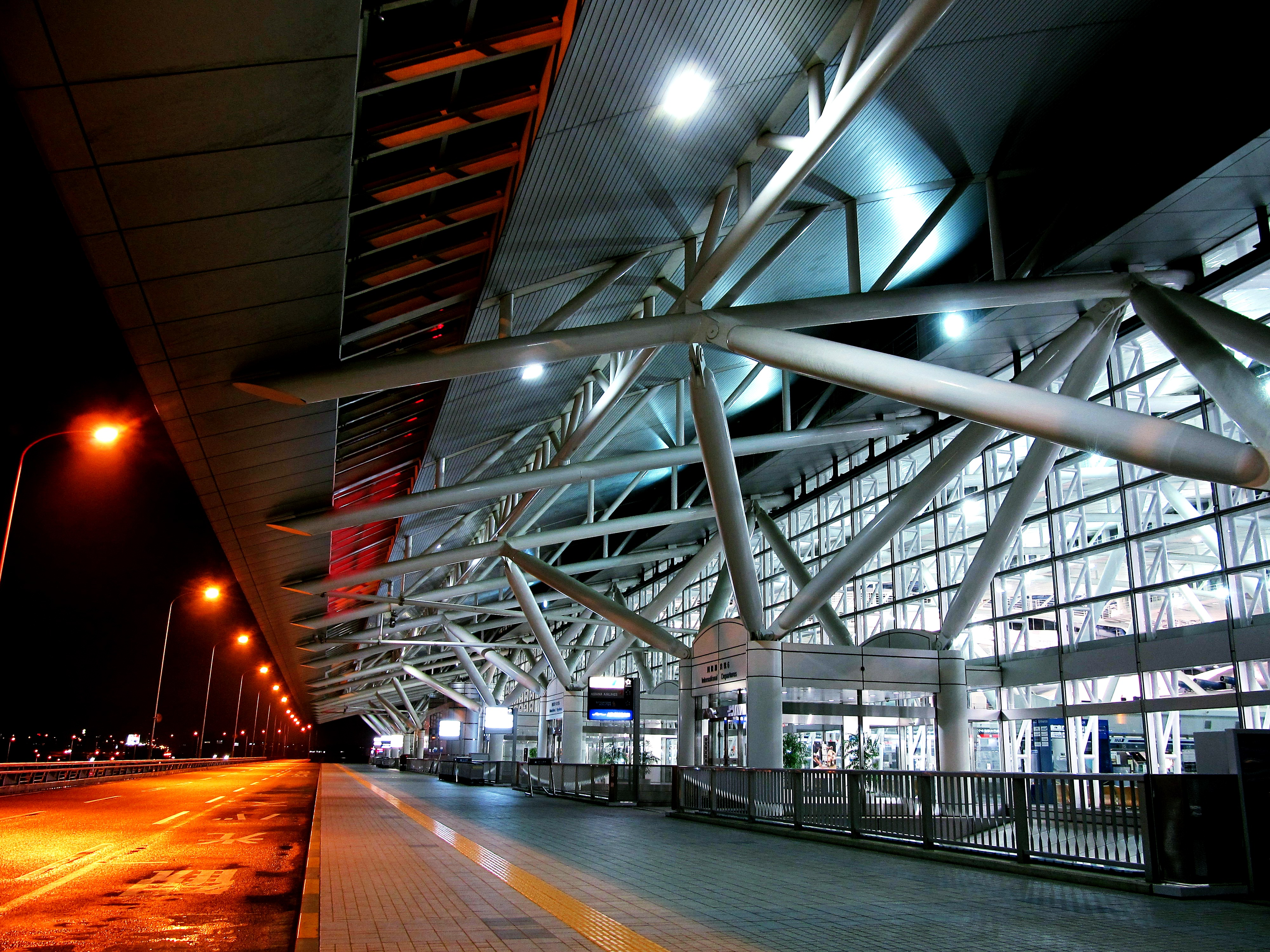
出発フロア・バス到着口
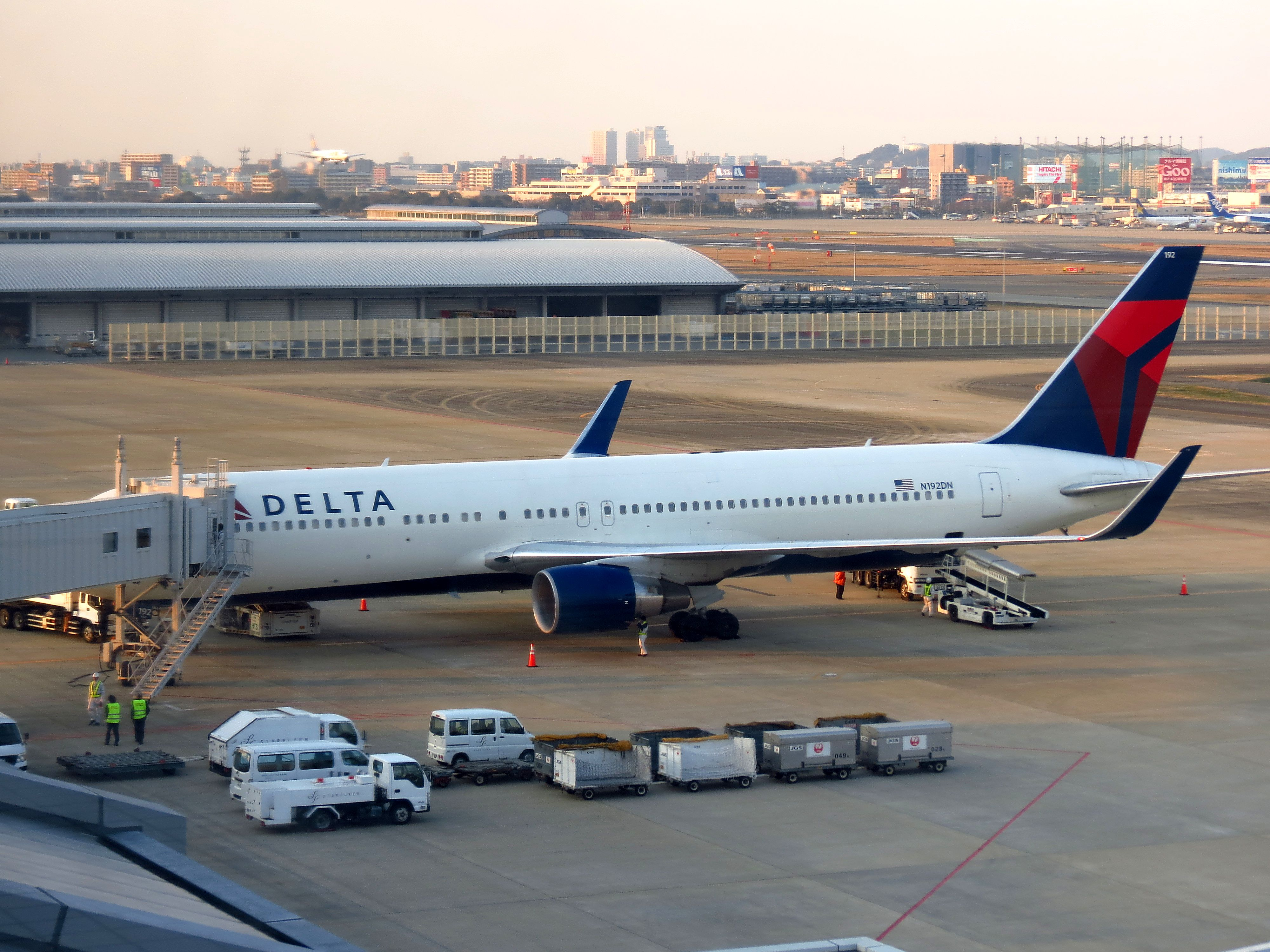
スポット付近

#### 旧ターミナル（国内線）の概要
第1ターミナルビル
- 供用開始 : 1969年4月
- 供用終了 : 2016年10月4日
- 構造 : 地下1階、地上3階（一部4階）
- 延床面積 : 19,000平方メートル

第2ターミナルビル
- 供用開始 : 1974年4月
- 構造 : 地下1階、地上5階
- 延床面積 : 60,000平方メートル
- 2012年開始の国内線ターミナル地区再整備事業によりセットバックされ、現在は国内旅客ターミナルビル南側として作り直されている。

第3ターミナルビル
- 供用開始 : 1981年4月
- 構造 : 地上3階（一部4階）
- 延床面積 : 30,000平方メートル

#### ターミナルビル内施設
- 福岡銀行福岡空港支店（国内線地下1階）、国際線ターミナル出張所 外貨両替/ATMコーナー（国際線1階・3階）（※以下「ターミナルビル」省略）
- 西日本シティ銀行福岡空港支店（国内線地下1階）
- セブン銀行ATM（国際線1階・国内線1階到着口北 到着口南 2階に1台ずつ）
- ゆうちょ銀行ATM（国内線地下1階 2階に1台ずつ）
- コンビニエンスストア
  - セブン-イレブン - 国内線北と国際線1階に各1店舗
  - ローソン - 国内線地下2階
  - 福岡空港商事直営 - 3店舗

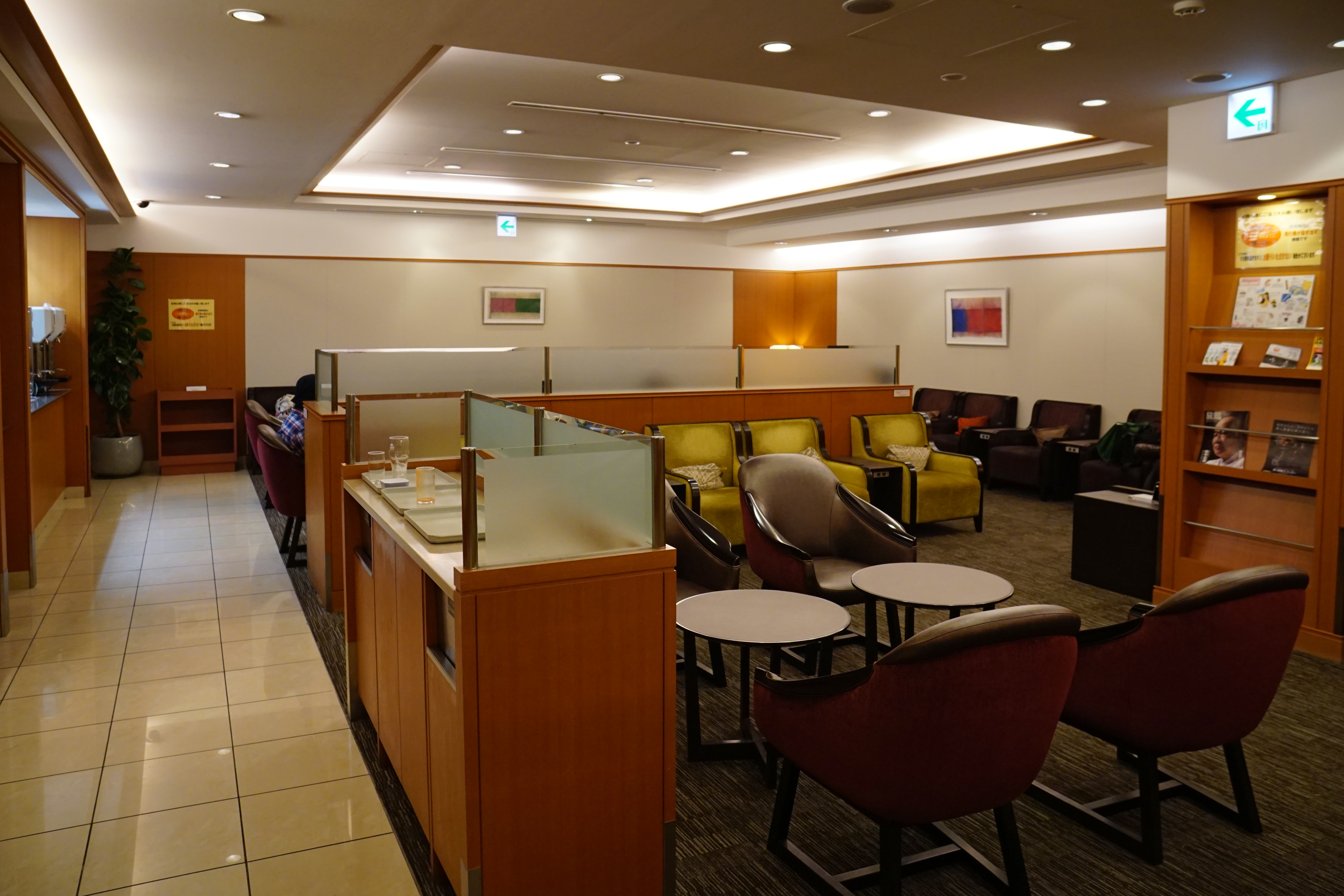
航空会社ラウンジ（サクララウンジ）

- 航空会社ラウンジ、クレジットカード会員向け空港ラウンジ
- 飲食店舗 - 国内線3階・4階に多数展開している。
- ビアガーデン「福岡空港ビアマルシェ SORAGAMIAIR ソラガ ミエール」（夏季のみ） - 展望デッキを利用し、夏季の夜にはビアガーデンが開催されている。
- 医療機関 - 内科・胃腸科、歯科および薬局がある。
- 国土交通省大阪航空局福岡空港事務所
- 国土交通省九州地方整備局博多港湾・空港整備事務所福岡空港出張所が国際線地区にある。
- 出入国在留管理庁福岡出入国在留管理局 - 福岡空港出張所(国際線地区)、警備部門(国内線地区)
- 気象庁福岡航空地方気象台
- 福岡県警察福岡空港警察署（国内線ターミナル北・横）

なお、福岡空港内にあった郵便局は、約500m離れた博多大井郵便局（福岡空港内郵便局留め郵便物の引き渡しのみ博多北郵便局）が業務を承継した事により、2016年3月4日で廃止された。

#### ラーメン滑走路

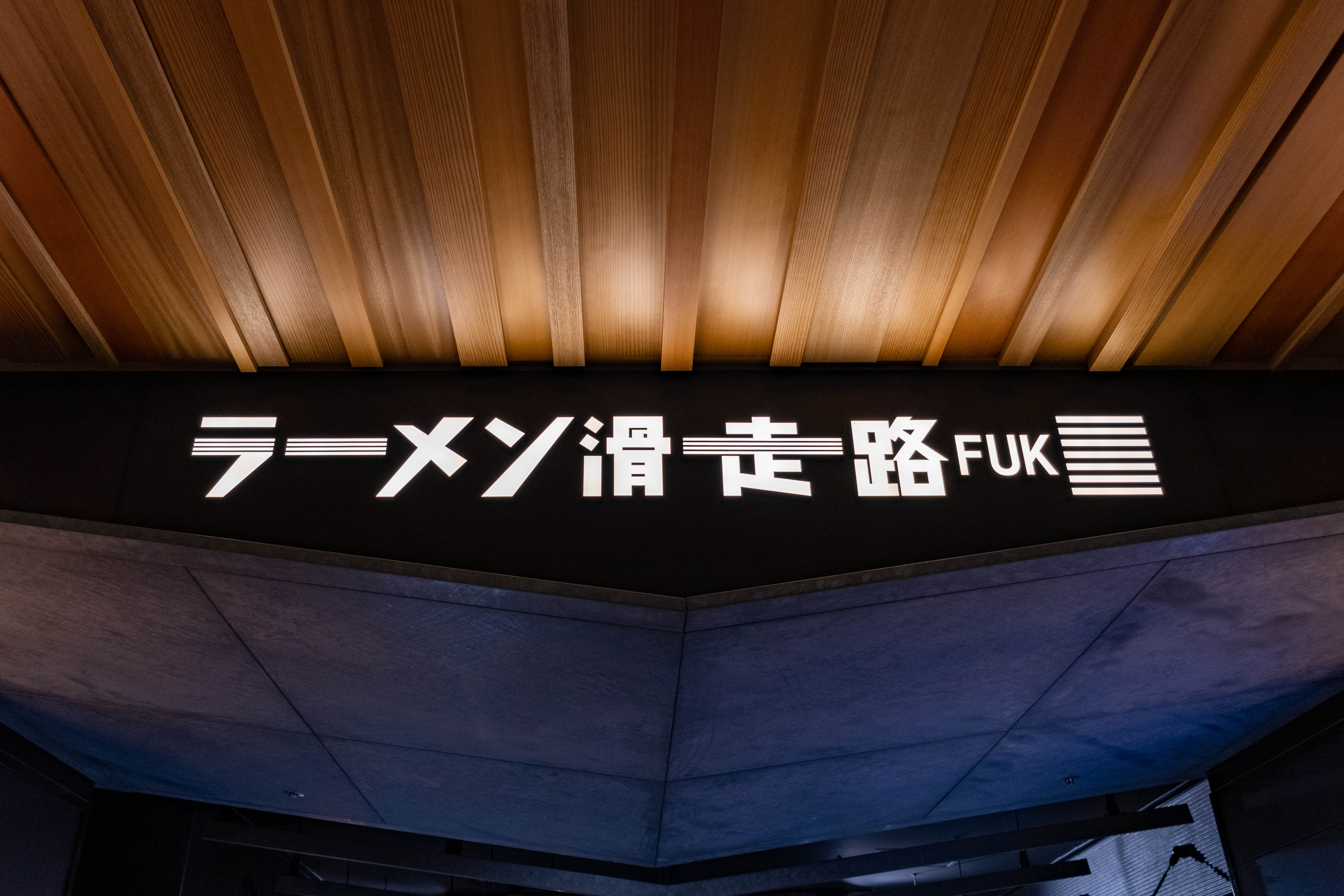
ラーメン滑走路

ラーメン滑走路は2017年11月21日（火曜）に、福岡空港の国内線ターミナルビル「greenblue（グリーンブルー）」3Fにオープンしたラーメンのフードテーマパークである。オープン時、ラーメン店を含む9店舗とスイーツ店1店舗が出店した。
- 屋台ラーメン 玉龍
- つじ田
- 博多一幸舎

- ラーメン 凪
- まんかい
- 弟子屈（てしかが）ラーメン

- ラーメン海鳴
- 博多焦がし味噌専門 五行
- ワンタンメンの満月
- 茶寮 伊藤園

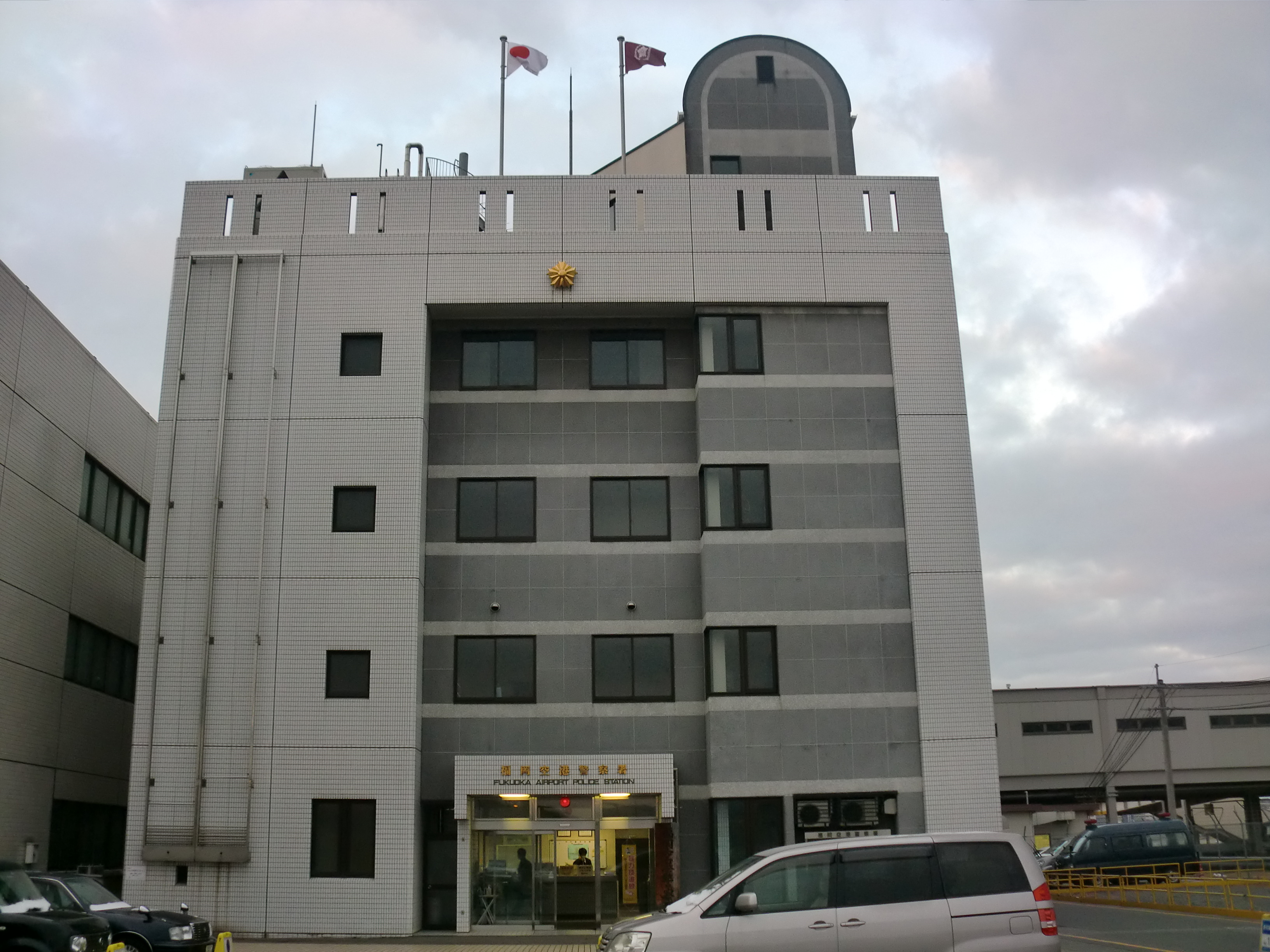
福岡空港警察署
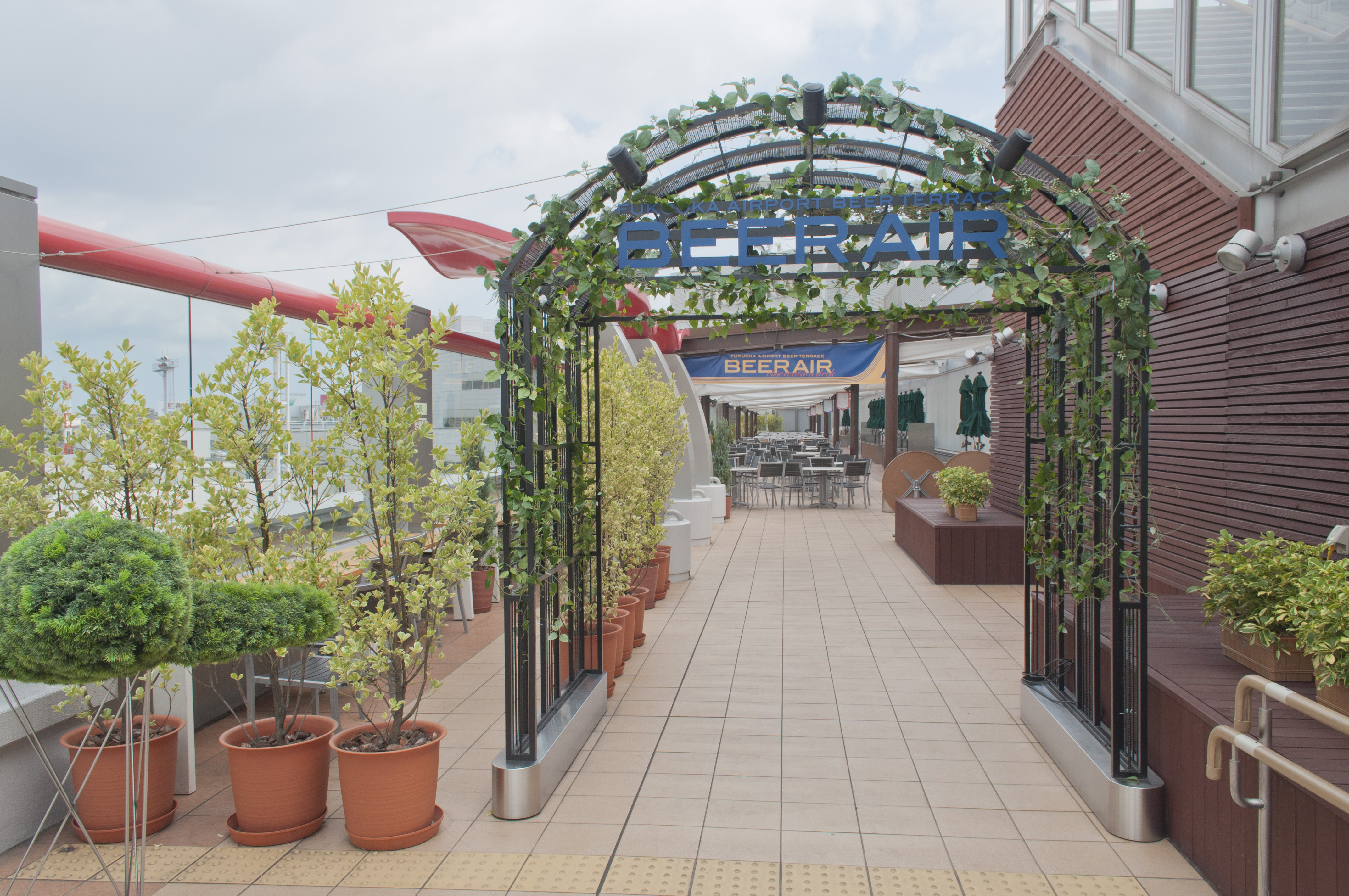
ビアガーデン「BEER AIR」

### 貨物
貨物ビルは国内線と国際線の2棟がある。いずれも滑走路の西側に位置する。

### 管制施設
管制施設である福岡空港事務所には福岡飛行援助センター（福岡FSC）が設置され、航空管制官を置かない壱岐・上五島・福江・小値賀・対馬の各空港と、夜間時間帯の北九州・佐賀・長崎（大村飛行場含む）の各空港を福岡FSCから遠隔で管制業務を行う。今後、鹿児島FSC・那覇FSCを統合し、「福岡対空センター」に改組が予定されている。
また福岡進入管制区を有し、壱岐空港・佐賀空港及び、目達原飛行場・芦屋飛行場へのターミナルレーダー管制を行う。2025年12月に長崎・熊本進入管制区を、2026年10月に大分進入管制区を福岡進入管制区に統合する予定であり、長崎空港、大村飛行場、熊本空港、大分空港へのターミナルレーダー管制を福岡空港事務所にて開始する方針。
飛行場内に航空保安無線施設はILSのみで、VORのような無線航行陸上局は無い。なお、滑走路延長線上、東区雁ノ巣にある福岡航空交通管制部に設置された福岡VORTAC（ボルタック）を代替として利用する。VORTACは超短波全方向式無線標識(VOR)と、戦術航法装置（TACAN）が併設された無線航行陸上局である。米軍管理の昭和30年代には米軍運用による航空無線標識局 (コールサイン: Itazuke / 382.5 kHz / 100 W / A2 / 無指向性) が敷地内で運用されていた。また、同時代には米軍運用よるコールサイン Itazuke Homer で方向探知局 (137.88 MHz、121.5 MHz) が存在し、航空機側からの要求により方位測定が行われた。米軍管理の昭和20年代から少なくとも30年代にはGCA (Ground Controlled Approach) が設置されていた。ILS は昭和30年代の米軍管理時代から設置されている。また、福岡VORTAC運用開始まで、敷地内に板付TACAN (局符号 ITA、CH82)、雁ノ巣に福岡VOR(局符号 DGO、出力 200 W、周波数 114.5 MHz) がおかれていた。

## 就航路線
※ 航空連合は右記のとおり。OW : ワンワールド、ST : スカイチーム、SA : スターアライアンス
※ 語末の★は、格安航空会社（LCC）
※ COVID-19の影響により、長期運休となっている路線もある。詳細は航空各社のホームページを参照。

### 国内線
福岡 - 羽田線は世界有数の高頻度路線である。金浦 - 済州、羽田 - 新千歳に次いで国内線で世界3位。
| 航空会社                              | 就航地 |
| ------------------------------------- | --- |
| 日本航空（JAL）(OW)                   | 札幌/新千歳、花巻、仙台、東京/羽田、大阪/伊丹、出雲、徳島、松山、高知、宮崎、鹿児島、屋久島、奄美                  |
| 日本トランスオーシャン航空（JTA）(OW) | 沖縄/那覇 |
| 全日本空輸（ANA）(SA)                 | 札幌/新千歳、東京/羽田、小松、名古屋/中部、大阪/伊丹、対馬、福江、宮崎、沖縄/那覇                                  |
| スカイマーク（SKY）                   | 札幌/新千歳、茨城、東京/羽田、沖縄/那覇、宮古/下地島（季節運航）                                                   |
| スターフライヤー（SFJ）               | 仙台（2025年10月3日より就航予定）、東京/羽田、名古屋/中部                                                          |
| ソラシドエア（SNJ）                   | 沖縄/那覇 |
| AIRDO（ADO）                          | 札幌/新千歳 |
| Peach Aviation（APJ）★                | 札幌/新千歳、東京/成田、大阪/関西、沖縄/那覇、石垣                                                                 |
| ジェットスター・ジャパン（JJP）★      | 札幌/新千歳、東京/成田、名古屋/中部                                                                                |
| フジドリームエアラインズ（FDA）       | 札幌/新千歳、花巻(2025年10月26日より就航予定)、仙台（2025年10月26日より就航予定）、新潟、松本、静岡、名古屋/小牧、 |
| アイベックスエアラインズ（IBX）       | 仙台、新潟、名古屋/中部、大阪/伊丹                                                                                 |
| 天草エアライン（AHX）                 | 天草 |
| オリエンタルエアブリッジ（ORC）       | 小松、名古屋/中部、対馬、福江、宮崎                                                                                |

### 国際線
国際線は現在、アジア、東南アジア、ヨーロッパ、アメリカから各社が乗り入れている。特に隣国の韓国からは、格安航空会社が6社も乗り入れている。国内線旅客ターミナルビルとは、滑走路を挟んで反対側に位置する国際線旅客ターミナルビルから発着する。地下鉄は乗入れてはいないが、国内線旅客ターミナルビルとの間に無料連絡バスが運行されているほか、博多駅や太宰府市とも路線バスで結ばれている。
下記の他、国内外航空会社による国際チャーター便やチャーター貨物便も飛来する。
| 航空会社                          | 就航地                                                                                  |
| --------------------------------- | --------------------------------------------------------------------------------------- |
| 大韓航空(KE)(ST)                  | ソウル/仁川、釜山                                                                       |
| アシアナ航空(OZ)(SA)              | ソウル/仁川                                                                             |
| ジンエアー(LJ)★                   | ソウル/仁川、釜山                                                                       |
| エアソウル(RS)★                   | ソウル/仁川                                                                             |
| エアプサン(BX)★                   | ソウル/仁川、釜山                                                                       |
| チェジュ航空(7C)★                 | ソウル/仁川、釜山                                                                       |
| ティーウェイ航空(TW)★             | ソウル/仁川、大邱、清州                                                                 |
| イースター航空(ZE)★               | ソウル/仁川                                                                             |
| エアロK(RF)★                      | 清州                                                                                    |
| チャイナエアライン(CI)(ST)        | 台北/桃園、高雄                                                                         |
| エバー航空(BR)(SA)                | 台北/桃園、高雄                                                                         |
| スターラックス航空(JX)            | 台北/桃園                                                                               |
| タイガーエア台湾(IT)★             | 台北/桃園、高雄                                                                         |
| 中国国際航空(CA)(SA)              | 上海/浦東、大連、北京/首都（大連経由）                                                  |
| 中国東方航空(MU)(ST)              | 上海/浦東、青島（2025年8月21日をもって運休予定）、煙台（2025年8月25日をもって運休予定） |
| 上海航空(FM)(ST)                  | 上海/浦東                                                                               |
| 吉祥航空(HO)(SA)                  | 上海/浦東                                                                               |
| 春秋航空(9C)★                     | 上海/浦東、広州、大連                                                                   |
| 長竜航空(GJ)                      | 西安                                                                                    |
| キャセイパシフィック航空 (CX)(OW) | 香港                                                                                    |
| 香港航空(HX)                      | 香港                                                                                    |
| 香港エクスプレス航空(UO)★         | 香港                                                                                    |
| フィリピン航空(PR)                | マニラ                                                                                  |
| セブパシフィック航空(5J)★         | マニラ                                                                                  |
| ベトナム航空(VN)(ST)              | ハノイ、ホーチミンシティ                                                                |
| ベトジェットエア(VJ)★             | ハノイ、ホーチミンシティ                                                                |
| タイ国際航空(TG)(SA)              | バンコク/スワンナプーム                                                                 |
| タイ・ベトジェットエア(VZ)★       | バンコク/スワンナプーム                                                                 |
| タイ・エアアジア(FD)★             | バンコク/ドンムアン                                                                     |
| エアアジア (AK)★                  | 台北/桃園、コタキナバル（台北/桃園経由）                                                |
| シンガポール航空(SQ)(SA)          | シンガポール                                                                            |
| ハワイアン航空(HA)                | ホノルル（2025年11月19日をもって運休予定）                                              |

現在休止中の路線
| 航空会社             | 就航地                                       |
| -------------------- | -------------------------------------------- |
| Peach Aviation(MM)★  | 台北/桃園                                    |
| 中国東方航空(MU)(ST) | 北京/大興（青島経由）、武漢（上海/浦東経由） |
| 中国聯合航空(KN)★    | 北京/大興（煙台経由）、煙台                  |
| 春秋航空(9C)★        | 寧波                                         |
| マカオ航空(NX)       | マカオ                                       |
| フィンエアー(AY)(OW) | ヘルシンキ（季節運航）                       |

### 就航都市

#### 国内線
- 北海道・東北 : 札幌/新千歳、花巻、仙台
- 関東 : 東京/羽田、東京/成田、茨城
- 北信越 : 新潟、松本、小松
- 東海 : 名古屋/中部、名古屋/小牧、静岡
- 関西 : 大阪/伊丹、大阪/関西
- 中国・四国 : 出雲、徳島、高知、松山
- 九州・沖縄 : 対馬、福江、天草、宮崎、鹿児島、屋久島、奄美、沖縄/那覇、宮古/下地島（夏季運航）、石垣

#### 国際線
- 東アジア
  -  韓国 : ソウル/仁川、釜山、大邱、清州
  -  台湾 : 台北/桃園、高雄
  -  中国 : 上海/浦東、大連、青島（2025年8月21日をもって運休予定）、煙台（2025年8月25日をもって運休予定）、西安、広州、北京/首都（大連経由）
  -  香港 : 香港
- 東南アジア
  -  フィリピン : マニラ
  -  ベトナム : ハノイ、ホーチミンシティ
  -  タイ : バンコク/スワンナプーム、バンコク/ドンムアン
  -  マレーシア : コタキナバル（台北/桃園経由、2025年8月15日より就航予定）
  -  シンガポール : シンガポール
- 太平洋
  -  アメリカ合衆国 : ホノルル（2025年11月19日をもって運休予定）

### 今後の運航計画
就航計画・検討

エアアジア・フィリピン：セブ

### 過去の乗り入れ航空会社・路線

#### 国内線
| 航空会社                        | 就航地                                                                      |
| ------------------------------- | --------------------------------------------------------------------------- |
| 日本航空 (JAL)                  | 函館、 青森、東京/成田、松本、静岡、名古屋/小牧、名古屋/中部、大阪/関西     |
| 日本エアシステム (JAS)          | 旭川、女満別、山形                                                          |
| 日本エアコミューター (JAC)      | 南紀白浜、米子、高松                                                        |
| 全日本空輸(ANA)                 | 釧路、仙台、秋田、福島、東京/成田、新潟、富山、大阪/関西、石垣、宮古/宮古島 |
| スカイマーク(SKY)               | 仙台、東京/成田、大阪/伊丹、神戸                                            |
| スターフライヤー(SFJ)           | 大阪/関西                                                                   |
| アイベックスエアラインズ(IBX)   | 小松、宮崎                                                                  |
| オリエンタルエアブリッジ(ORC)   | 壱岐、小値賀、上五島                                                        |
| ジェットスター・ジャパン(JJP) ★ | 大阪/関西                                                                   |
| エアアジア・ジャパン(WAJ) ★     | 名古屋/中部                                                                 |

#### 国際線
| 航空会社                              | 就航地                                                                                     |
| ------------------------------------- | ------------------------------------------------------------------------------------------ |
| 日本航空 (JL)                         | ソウル/仁川、釜山、上海/浦東、香港                                                         |
| JALウェイズ (JO)                      | ホノルル                                                                                   |
| 全日本空輸(NH)                        | 大連、北京/首都、バンコク/ドンムアン                                                       |
| バニラ・エア (JW)★                    | 台北/桃園                                                                                  |
| 大韓航空 (KE)                         | 済州                                                                                       |
| アシアナ航空 (OZ)                     | 釜山、済州                                                                                 |
| チェジュ航空 (7C)★                    | 務安、済州、グアム                                                                         |
| エアプサン (BX)★                      | 大邱                                                                                       |
| イースター航空(ZE)★                   | 清州                                                                                       |
| 中国国際航空 (CA)                     | 成都                                                                                       |
| 中国東方航空 (MU)                     | 南京、成都（南京経由）                                                                     |
| 中国南方航空 (CZ)                     | 長春、桂林、大連、天津（大連経由）、長沙（大連経由）、瀋陽、広州、上海/浦東                |
| 中国西北航空 (WH)                     | 西安（青島経由）、青島                                                                     |
| Vエア (ZV)★                           | 台北/桃園                                                                                  |
| キャセイパシフィック航空 (CX)         | 台北/桃園                                                                                  |
| キャセイドラゴン航空(KA)              | 香港                                                                                       |
| タイ・ライオン・エア(SL)★             | バンコク/ドンムアン                                                                        |
| タイ・エアアジア X(XJ)★               | バンコク/ドンムアン                                                                        |
| バンコク・エアウェイズ (PG)           | バンコク/スワンナプーム                                                                    |
| エア・サイアム                        | ロサンゼルス（ホノルル経由）、ホノルル、バンコク/ドンムアン（香港経由）、香港/啓徳         |
| マレーシア航空 (MH)                   | クアラルンプール（ペナン経由）、ペナン                                                     |
| エアアジアX(D7)★                      | クアラルンプール                                                                           |
| ジェットスター・アジア航空 (3K)★      | シンガポール（バンコク経由）、バンコク/スワンナプーム                                      |
| ガルーダ・インドネシア航空 (GA)       | ジャカルタ（デンパサール経由）、 デンパサール                                              |
| エアランカ航空 (UL)                   | コロンボ（シンガポール経由）、シンガポール                                                 |
| ブリティッシュ・エアウェイズ (BA)     | ロンドン（大阪～アンカレッジ経由）、アンカレッジ                                           |
| エールフランス (AF)                   | パリ（北京～カラチ～アテネ経由）、アテネ、カラチ、北京/首都                                |
| KLMオランダ航空 (KL)                  | アムステルダム                                                                             |
| カーゴルックス航空 (CV)               | ルクセンブルク（貨物便）                                                                   |
| ノースウエスト航空 (NW)               | ホノルル                                                                                   |
| デルタ航空 (DL)                       | ポートランド、ホノルル                                                                     |
| コンチネンタル航空 (CO)               | グアム                                                                                     |
| ユナイテッド航空 (UA)                 | グアム                                                                                     |
| コンチネンタル・ミクロネシア航空 (CS) | グアム（サイパン経由）、サイパン                                                           |
| オーストラリア航空 (AO)               | ゴールドコースト（ケアンズ経由）、ケアンズ                                                 |
| カンタス航空 (QF)                     | シドニー（ケアンズ経由）、メルボルン（ケアンズ経由）、ブリスベン（ケアンズ経由）、ケアンズ |
| ニュージーランド航空 (NZ)             | クライストチャーチ（オークランド経由）、オークランド                                       |
| ニューギニア航空 (PX)                 | ポートモレスビー                                                                           |

その他の乗り入れ航空会社
- ハーレクィンエア （2005年 事業終了）

## 空港内に配置される官公庁の施設・部隊
- 航空自衛隊春日基地板付地区（飛行場地区）

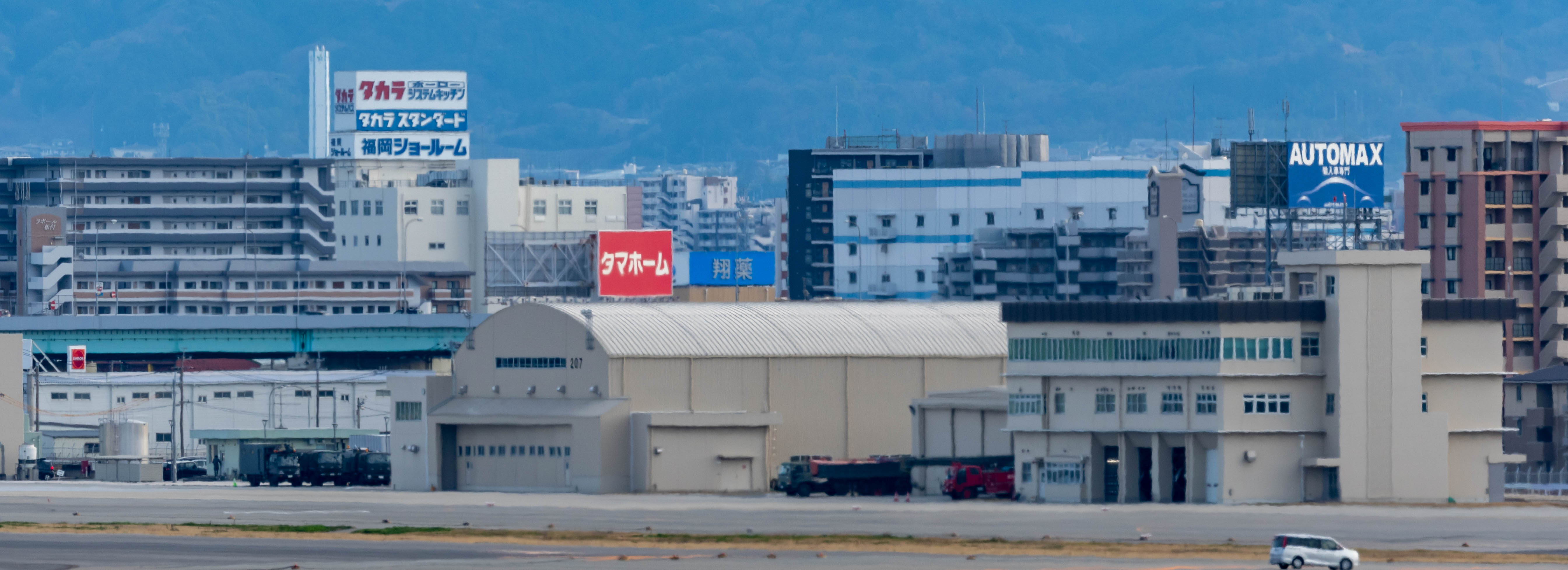
航空自衛隊春日基地板付地区の施設

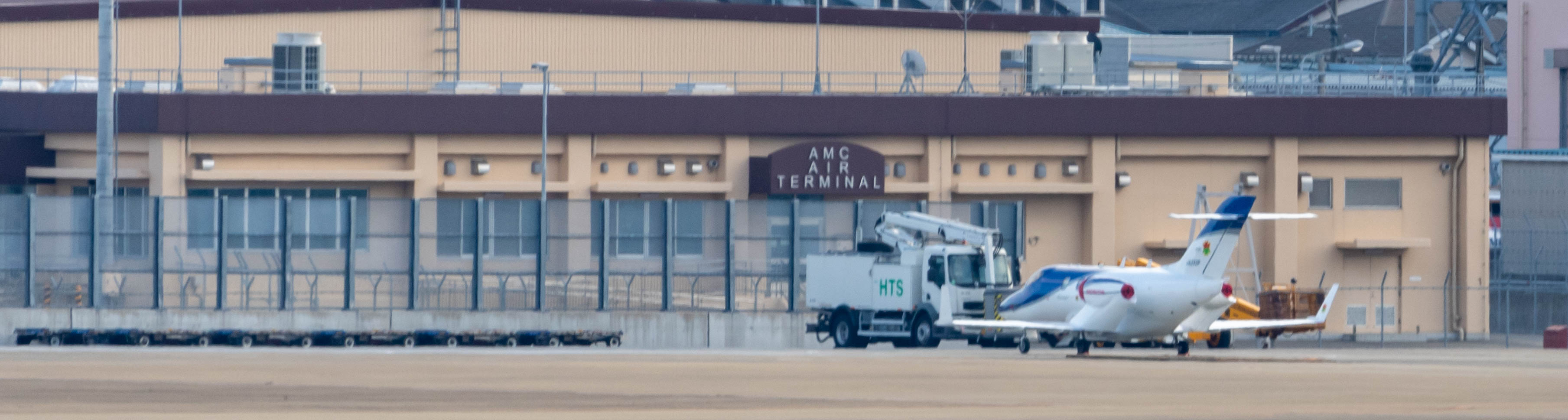
在日米軍のターミナル

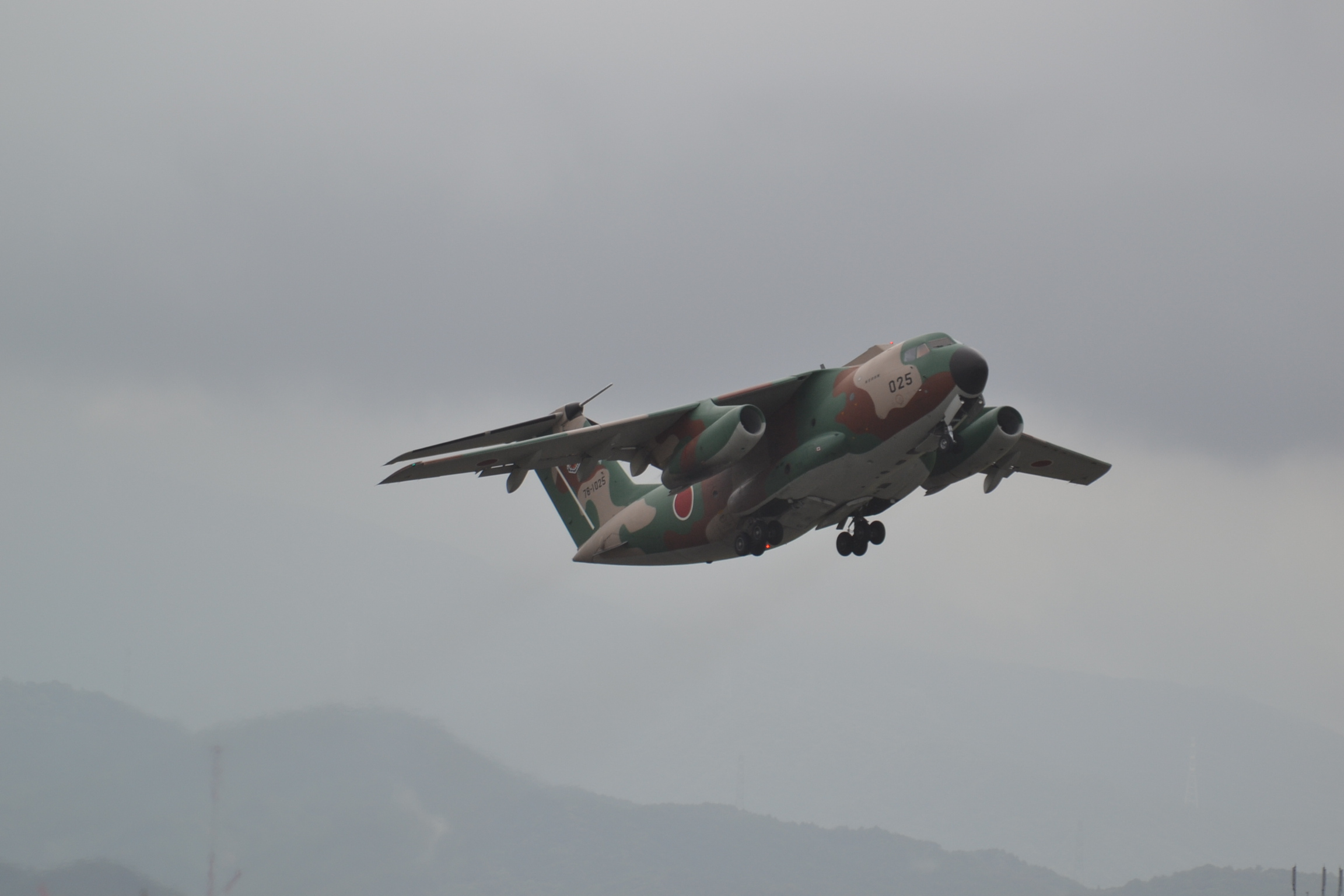
福岡空港を離陸するC-1輸送機

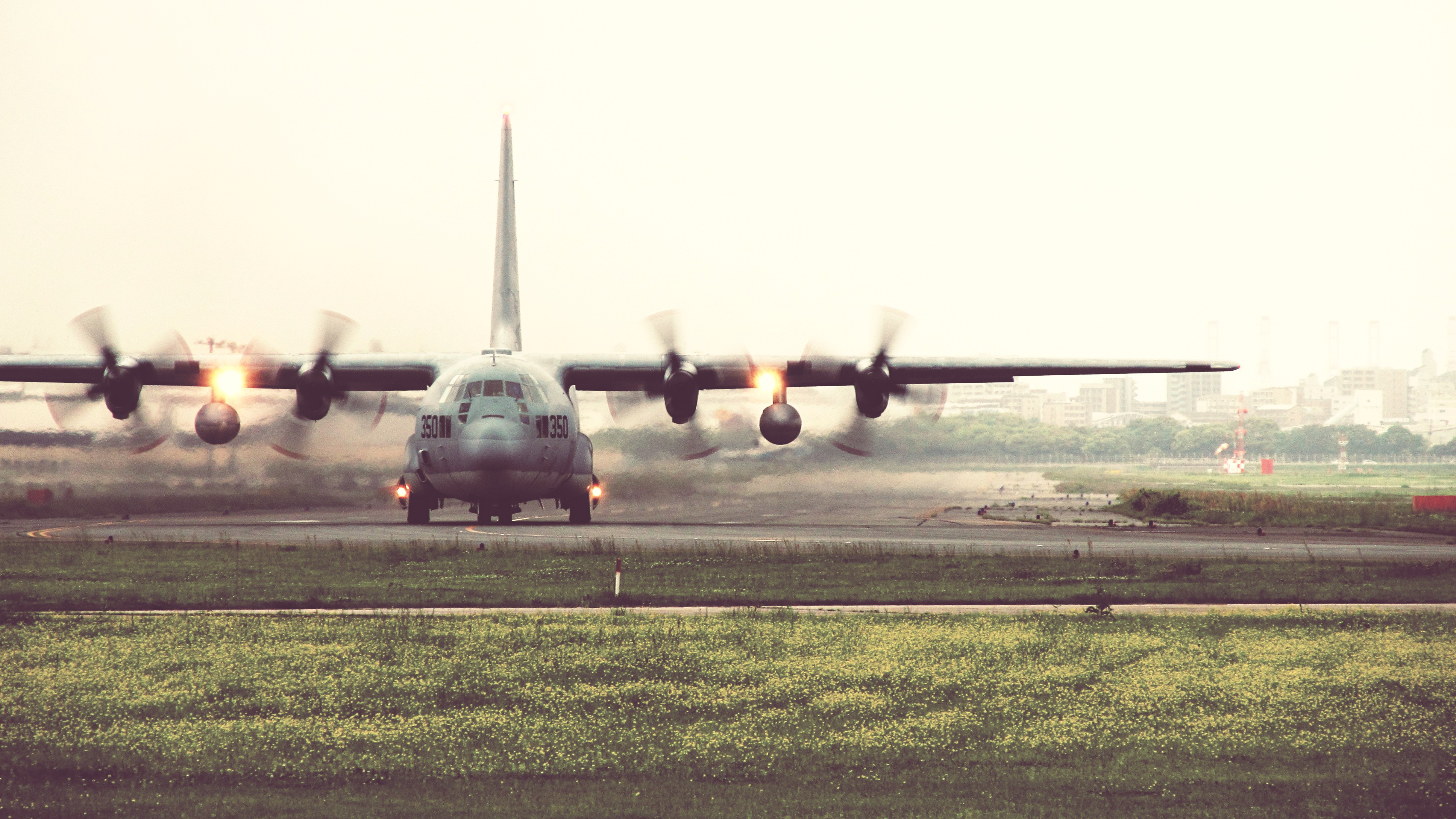
アメリカ海軍のC-130輸送機

  - 西部航空方面隊司令部支援飛行隊（T-4）
  - 春日ヘリコプター空輸隊（CH-47）
  - 定期便の輸送機が飛来するほか、海上自衛隊機なども利用することがある。
- 在日アメリカ軍板付飛行場[123]
  - 福岡空港内にある在日アメリカ軍の基地で、アメリカ空軍航空機動軍団の職員3人が駐在し、アメリカ海軍佐世保基地（長崎県佐世保市）の後方支援拠点として使用している。また、朝鮮半島有事には、作戦拠点として使用することも想定している[124]。
  - 日本の民間空港では唯一の米軍専用区域で、倉庫や給油施設などを備え、米軍関係者や外交官が移動する際のターミナルもある。また、空港の滑走路や誘導路、一部駐機場は日米共同使用区域に指定されている[125]。
  - 常駐の航空機部隊はないが、毎週定期的に航空機動軍団所属の輸送機などが飛来するほか、海軍機なども利用することがある。飛来する米軍機は、国内の民間飛行場としては最多の数となっている（2017年は94回）[14]。

### かつて配置されていた施設・部隊
以前は、海上保安庁や福岡県警察、福岡市消防局のヘリコプターも常駐していたが、福岡空港の滑走路増設用地の確保と混雑緩和のため、2019年度末に自衛隊と米軍を除くすべての機能（駐機場や格納庫など）が雁ノ巣に建設された福岡空港（奈多地区）（奈多ヘリポート)、または北九州空港に移設された。
- 海上保安庁第七管区海上保安本部福岡航空基地（2019年度末廃止[127]）
  - ビーチクラフト350「うみかもめ1号・2号」MA862,MA866(JA862A,JA866A)
  - ベル412EP「はまちどり1号・2号」MH756,MH908(JA6756,JA908A)
  - セスナ 172「あまつばめ1号～5号」（SA391～SA395）2020年2月～3月のみ[128]
- 国土交通省九州地方整備局（2019年度末廃止[129]）
  - 博多港湾・空港整備事務所福岡空港出張所
  - 災害対策用ヘリコプターベル412EP「はるかぜ」(JA6784)
- 福岡県警察航空隊（2019年度末廃止[129]）
  - Eurocopter EC135P2「さちかぜ」（JA02FP）
  - ベル412EP「とびうめ2号」（JA01FP）
  - Airbus Helicopters AS365N3 Dauphin 2「とびうめ1号」（JA03FP）
- 福岡市消防局航空隊（2019年度末廃止[129]）
  - 消防ヘリコプター　AS365N3「ゆりかもめ」(JA08FC)
  - 消防ヘリコプター　AS365N3「ほおじろ」(JA18AR)
- 弾薬庫跡
  - 空港の南東端にある福岡市埋蔵文化財センター月隈収蔵庫の北東に隣接して存在する。もともとは日本軍の半地下式格納庫であり、施設から誘導路が滑走路まで設けられていた。戦後は米軍が接収し、格納庫や弾薬庫として使用されていた[14]。2018年現在の管理者は、日本の財務省[14]。

## 空港連絡バス

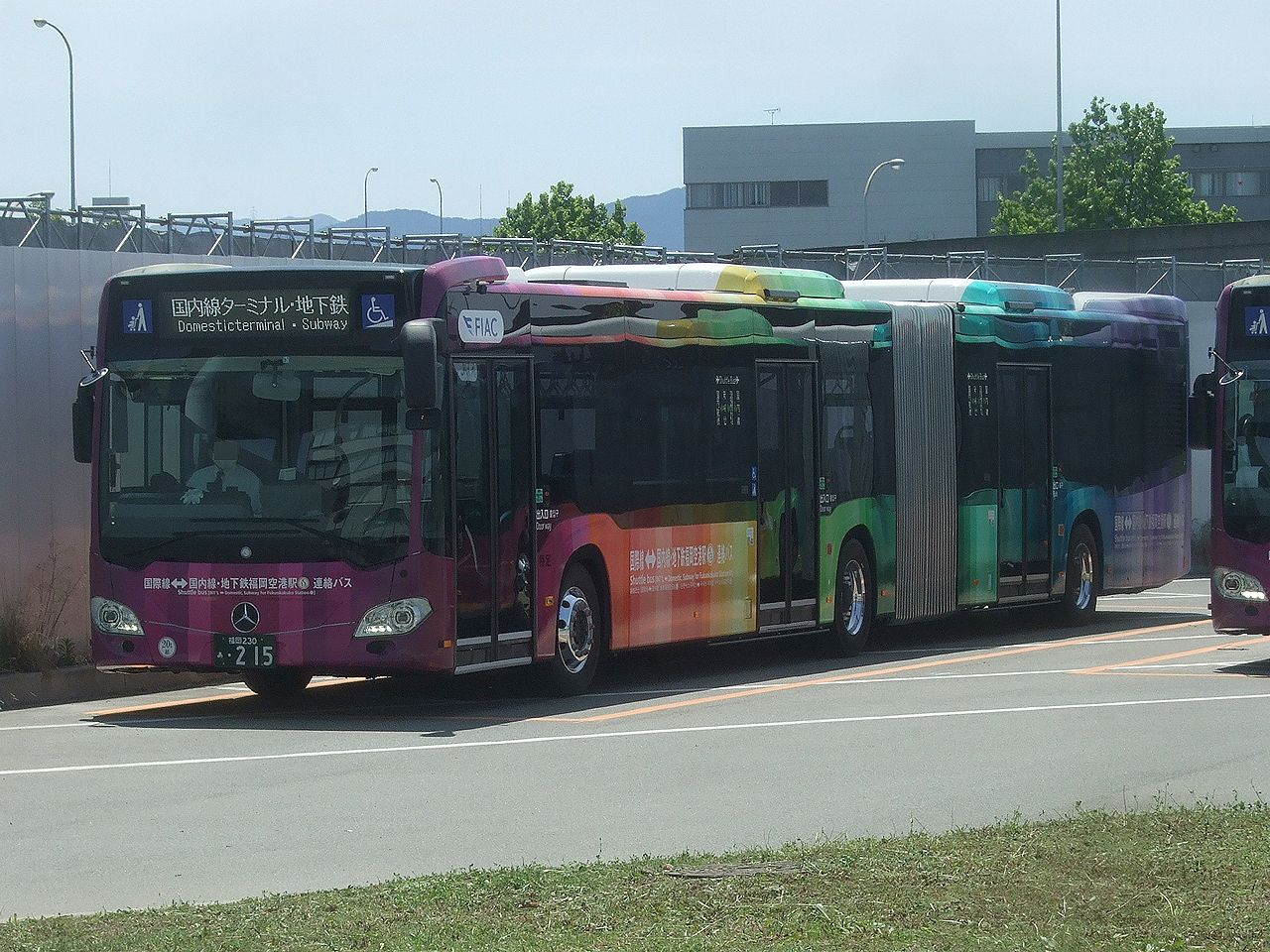
国内線⇔国際線連絡バス

空港内各施設（国内線ターミナル、貨物ターミナル、国際線ターミナル）を結ぶ連絡バスが、西日本鉄道により運行されている。担当営業所は竹下自動車営業所で、6 - 15分間隔で運行される。
乗車運賃は無料だが、特定輸送免許による運行のため、航空便利用者、空港施設勤務者および見学者のみ乗車可能となっている。乗車時に航空券などを提示する必要はなく、見送り・出迎えなど、飛行機を利用しない空港利用者でも利用できる。早朝の時間帯の乗客の大部分は、国際線ターミナル内にある会社の部署に向かう空港施設勤務者である。
このバスは、周辺の空港敷地外の一般道路を使わない特別なルートを走行する。国内線ターミナルの北端区域に隣接する制限区域ゲートから区域内の専用道路を通る。ゲートの出入り時は、一時停止して車内リモコンを使って門を開ける。貨物ターミナル付近で陸橋を越え、国際線ターミナルに到着する。このため、空港敷地内の一般道路の渋滞の影響は残るが、あまり渋滞に巻き込まれず、定時運行が可能となっている。渋滞の影響がなければ、約10分で両ターミナル間を行き来できる。なお後述のシターロの連接バスの場合、カーブやゲート周辺では道路幅員が十分でないため、上下便のすれ違い時に一方が一時停止する。
なお、2024年12月3日より前までは、貨物ターミナル北方にも制限区域ゲートがあり、そこから空港敷地内一般道路を経由して国際線ターミナルに行き来していた。2026 - 2027年度を目途に国内線側も経路を短縮し専用道路区画で折り返す計画で、最短5分での定時運行を目指すとしている。
2021年4月20日より、それまで使用していた三菱ふそう・エアロスターノンステップから連節バスのメルセデス・ベンツ・シターロGに置き換えられ、混雑緩和が図られた。
連絡バスの停留所
運行方向によって国内線ターミナル付近での経路が若干異なるため、停留所や所要時間に差がある。地下鉄福岡空港駅に向かう場合は国内線ターミナル南・バス停が最寄りになる。
国内線ターミナル→国際線ターミナル方面（所要時間約10分）
国内線ターミナル南 - 国内線ターミナル北 - （専用道路） - 国際線ターミナル（1階）
国際線ターミナル→国内線ターミナル方面（所要時間約15分）
国際線ターミナル（1階） - （専用道路） - 国内線ターミナル南

## 空港へのアクセス

### 鉄道
福岡市交通局（福岡市地下鉄）
- 空港線
  - 福岡空港駅
日本の地下鉄路線で唯一[132]空港に直接乗り入れている。九州旅客鉄道（JR九州）筑肥線と相互乗り入れを実施しており、一部の列車は筑前前原駅や西唐津駅まで直通運転を行っている。国内線ターミナルのみ直結し、国際線ターミナルを利用する場合には、上記の空港連絡バスに乗り換えが必要。

### バス路線
福岡空港からの路線バス、高速バスの行き先、のりば等の詳細情報は運行会社に関係なく「交通アクセス（バス）」に記載されている。

#### 一般路線バス
1路線を除いて西鉄バスが担当しており、下記のバスが発着している。なお、福岡空港発着の一般路線バスは国内線旅客ビル南側にある「福岡空港国内線ターミナル南」のみの発着となっており、国内線旅客ビル北側にある高速バスのりばには発着はしない。「福岡空港前」バス停は国内線ターミナル前の空港敷地外の県道沿いにある。
- 国内線ターミナル（福岡空港国内線ターミナル南）発着
  - 二又瀬・博多駅・みずほPayPayドーム・福岡タワー方面（39番・139番（みずほPayPayドーム・福岡タワー方面は139番のみ）（一部は快速便））
  - 東平尾公園・イオンモール福岡方面（無番）
  - 亀山・志免・新生・佐谷方面（5番）
  - HEARTSバスステーション博多・天神方面（HEARTSエアポートバス：ロイヤルバス運行）
- 福岡空港前発着
北方向
  - 博多駅方面（37番）
  - 榎田町・博多駅方面（37-1番：平日夕方のみ）
  - 二又瀬・榎田町・博多駅方面（38番：平日夕方のみ）

南方向
  - 東平尾公園・イオンモール福岡方面（無番）
  - 東平尾公園・志免鉄道公園・新原・宇美方面（3番）
  - 月隈・志免・宇美・四王坂寺方面（37番）
  - 月隈・桜丘・ひばりが丘・宇美方面（38・39番）
  - 金隈・南福岡駅方面（43番）
- 国際線ターミナル発着
  - 博多バスターミナル方面(直行)
  - 太宰府方面（太宰府ライナーバス旅人)
  - 竹下・ららぽーと福岡方面（無番）
  - HEARTSバスステーション博多・天神方面（HEARTSエアポートバス：ロイヤルバス運行）

#### 高速バス
福岡空港へは、下記へ向けた乗合バスが発着している。それぞれ末尾の括弧内は運行会社。
- 国内線ターミナル発着
  - 久留米（福岡空港 - 久留米線：西鉄バス久留米）
  - 佐賀（西日本鉄道）
  - 唐津（からつ号：昭和自動車）
  - 伊万里（いまり号：昭和自動車）
  - 熊本（ひのくに号：九州産交バス・西日本鉄道）
  - 日田（ひた号：日田バス、西日本鉄道）
  - 別府・大分（日清号:日清観光）
  - 宮崎（サンマリンライナー：南九州観光バス）
  - 鹿児島（南九号：南九州観光バス）
- 国際線ターミナル発着
  - 久留米（福岡空港 - 久留米線：西日本鉄道）
  - 佐賀（西日本鉄道）
  - 佐世保（させぼ号：西肥バス・西日本鉄道）
  - 長崎（九州号：九州急行バス）
  - 別府・大分（とよのくに号：西日本鉄道・亀の井バス・大分交通・大分バス）
  - 別府・大分（日清号：日清観光）
  - 湯布院（ゆふいん号：西日本鉄道・日田バス・亀の井バス）
  - 黒川温泉・(杖立)（日田バス・九州産交バス）
  - 熊本（ひのくに号：九州産交バス・西日本鉄道）
  - 延岡（ごかせ号：西日本鉄道・宮崎交通）
  - 宮崎（サンマリンライナー：南九州観光バス）
  - 鹿児島（南九号：南九州観光バス）

### 道路
- 国内線ターミナル
  - 福岡高速道路 空港通出入口（天神北・香椎方面）、金の隈出入口（太宰府方面）、西月隈出入口（野芥方面）
  - 空港通り
- 国際線ターミナル
  - 福岡高速道路 半道橋出入口（太宰府・野芥方面）、榎田出入口（天神北・香椎方面）
  - 国道3号福岡南バイパス

## 問題点と計画

### 空港が抱える問題点

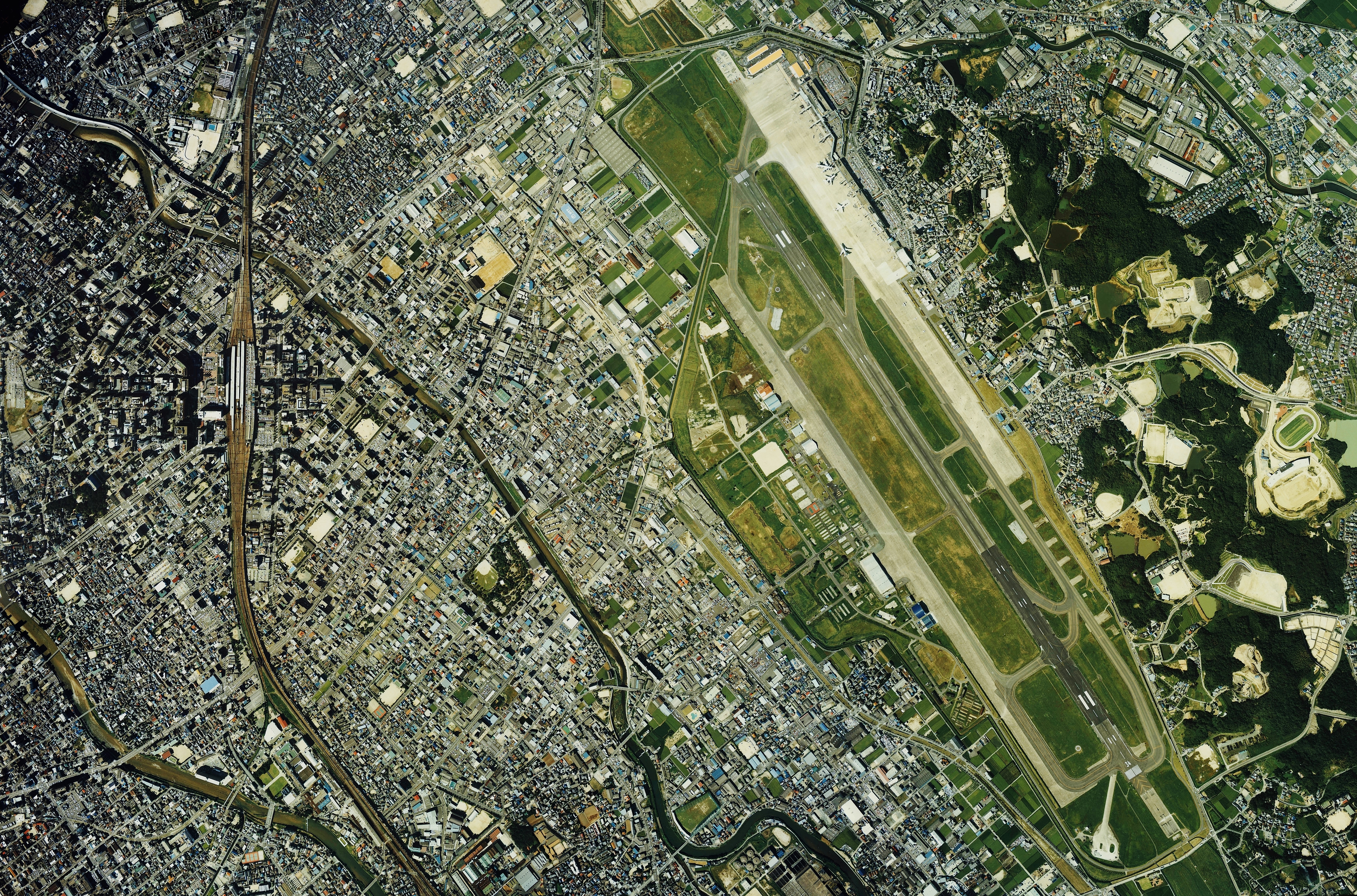
福岡空港と博多駅（画像左側）付近の空中写真。空港と中心市街地が至近距離である事が分かる。（1987年撮影の8枚より合成作成）。

空港の南から進入あるいは南へ離陸する際に、市街地（中央区、博多区、大野城市、春日市など）低空を航空機が頻繁に飛行する。また、北からの進入・北へ離陸する際にも、九州大学箱崎地区跡地周辺の市街地上空を低空で飛行する。航空機の技術的進歩で1機あたりの騒音は減少しているが、便数増大に伴い騒音レベルは1980年代からほぼ横ばいのままである。
本来は24時間運用の空港であるが、空港周辺が市街地化しており騒音問題・周辺環境への配慮等から、緊急時の海上保安庁、自衛隊機等の使用やダイバートを除き、滑走路の利用時間帯は7時から22時（ただし、定期便の遅延便が多数発生した場合は、利用時間を延長する）。定期便は22時までに着陸しなければならないため、深夜の航空貨物便等の就航ができず、一番需要の多い東京 - 福岡便の羽田発最終便の出発時刻が20時となっている（福岡空港発羽田行き最終便は21時30分発である）。このため、2023年2月に発生した日本航空 (JAL) の羽田発福岡便のように出発が大幅に遅れて22時までの着陸が出来ずに関空に立ち寄ったのち出発地に引き返して問題になった事例もある。なお、その補完として、同区間における東京からの夜遅く、および福岡からの早朝の移動については、海上空港として24時間運用が行われている北九州空港を利用し、同空港と博多駅や西鉄天神高速バスターミナルを結ぶバスが運行されている。
発着回数の面では、2012年に遅延がなく運用できる目安である滑走路処理容量を超えた。混雑時は2分17秒程度毎に離着陸が行われており、滑走路1本あたりの年間離着陸回数は、日本一である。2016年には航空法に基づく混雑空港に指定された。なお、学生運動にも影響を与えた1968年の九州大学電算センターファントム墜落事故や、1996年、離陸時にオーバーランし滑走路を飛び出した後炎上したガルーダ航空機離陸事故など2010年までに3回の航空事故が発生している。
福岡市やその周辺には航空法に定める制限表面による高さ制限があり、都心部での超高層ビルの建設が不可能となっている。JR博多駅周辺やキャナルシティ博多辺りでは60 m、天神で110 m程度、西部副都心のシーサイドももちで150 m程度 など、空港から半径16.5 kmに至るまで徐々に高さ制限が緩和され、24 kmより外側で制限がなくなる。高層ビルが福岡都心部にはなく副都心のシーサイドももち（福岡タワー〈234 m。但し展望室部分は123 mで、それより上はアンテナ〉・ヒルトン福岡シーホーク〈143 m〉等）や香椎・千早・アイランドシティにはある。さらに、かつてのBSアナログ放送などの放送電波と干渉をきたし電波障害を発生させるなど、福岡空港の立地は利便性が高い反面、都市計画や市民生活への影響も与えている。
なお、移転補償費・住宅防音対策工事・テレビ受信障害対策などの環境対策のために空港周辺整備機構が設置され、対策費として年間約74億円（2006年度実績）を支出している。また、空港用地にはほぼ1／3を占める民有地が存在（後述）し、その土地を空港に供するために年間約80億円の賃借料が発生し大幅な赤字をまねく原因ともなっている。

### 問題点の原点
空港告示面積353haのうち、108haが民有、7haが福岡市の所有となっており、これら116haは空港を管理する国が借り受けている。借地料は年間約84億円（2007年度） で、歳出の約1/3を占めている。この負担が大きく、国の一般会計からの繰り入れを考慮しない経常損益は、2012年度で36億円の赤字となっている。
空港内に民有地が存在する経緯としては、1944年より大日本帝国陸軍が本土防衛用の飛行場として建設したことによる。陸軍は予定地集落の住民を集め、短期間で住宅、田畑、林について強制的な買い上げを行うことを一方的に通告し、着の身着のままの状態で住民は立ち退きを余儀なくされた。その際、陸軍より土地の代金は住民に支払われたが交渉もなく軍が一方的に決めた買収額であった。本来は土地の売買とともに土地登記の移転が行われるが、終戦間際で法務局職員が手が回らない中での登記簿の所有権移転作業中であり、土地所有者自身も出征兵士となっていることも多く不在であることもままあり、土地登記は進まなかった。そして1945年8月に終戦をむかえるが、連合国捕虜の使役や中学生の動員などでやっと完成したばかりだがまだ基地の機能も整っていなかった飛行場は、陸軍が組織的に管理しておらず、終戦後もとの所有者の手で畑作が再開された。土地買収代として所有者に支払われたお金は見舞金、補償金と位置づけされた。

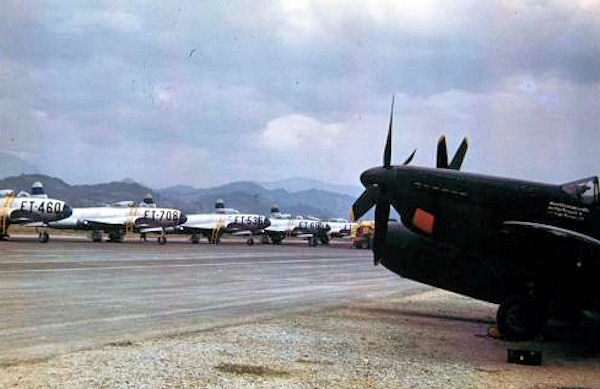
アメリカ軍管理下の板付基地（1950年）

しかし、連合国の1国であるアメリカ軍は1945年9月には飛行場へ進駐し、終戦後のソ連など共産圏の台頭や朝鮮半島との位置的重要性から、この飛行場を基地として拡張することとした。元飛行場に舞い戻った住民を追い出した上、基地として拡張するためにさらに周辺の住民に48時間以内にアメリカ軍に土地を明け渡すように宣告した。そしてブルドーザーで飛行場を拡張して中国、朝鮮半島をにらんだ一大航空基地を建設した（朝鮮戦争やベトナム戦争では、この基地から戦闘機や爆撃機が出撃した）。なお、連合国軍による占領下ということもあり、アメリカ軍による飛行場の収容、拡張には土地買収や所有権の移転などの日本の法律に基づいた法的行為は行われなかった。サンフランシスコ講和条約締結後に日本政府とアメリカ軍板付基地内の土地所有者の間で土地の賃貸契約が開始された。
加えて、松本治一郎も空港周辺の土地を買い占め、後の空港拡張時に国に貸し付けた。これは自身の衆議院議員という立場を利用して、空港拡張計画の情報を事前に入手していたこと（インサイダー取引）が理由と指摘されている。松本一族は現在に至るまで地権者の筆頭である。
こうした経緯により所有者が約700人に及ぶ民有地が空港敷地内に存在している。また強制的に軍用地になった経緯から戦後の田畑の農地解放が完全実施されていないため地主組合は元不在地主、自作農、小作農等いくつかの組合に分かれている。1972年にアメリカ軍基地が日本に返還された際に国管理の第二種空港となったが、軍用地時代の土地契約形態をそのまま運輸省が引き継いだ。
また、アメリカ軍管理下時代に民間利用のためのターミナルが認められたのは、空港の北東角の極めて形状が悪い場所であったため、それを引き継いでいる国内線ターミナルの立地上の不利は存在したままである。

### 需要増への対応方策
上記のような安全性の問題や慢性的な混雑状況、ターミナル容量の逼迫の中で、新空港建設（「九州国際空港」計画など）ないし現空港の滑走路増設が検討された。行政側も、国、福岡県、福岡市で構成する福岡空港調査連絡調整会議を設置し、2005年度から2008年度までパブリック・インボルブメント (PI) の手法を用いて今後の福岡空港のあり方を検討した。その中で、現状で滑走路1本の場合の福岡空港の滑走路処理容量は離着陸回数で年間14万5千回と算出した。
PIでは、2007年度までの調査で、「現空港では今後の需要増に対応は不可能である」とし、新空港建設・滑走路増設・近隣空港（佐賀空港、北九州空港）との連携の三方策を提示した。2008年度は新空港建設・滑走路増設の詳細な検討と、これらの比較検討を行った。
2009年4月、PIの終了をうけて福岡県と福岡市は共同記者会見を行い、新空港の建設を行わず、「現在の滑走路に平行する滑走路を新設する案を、地元としては支持する」と発表した。新設する滑走路は2,500mで、現存の滑走路の西側210mにクロースパラレルで福岡高速2号線との干渉をさけるため1.5m盛り土して設置。運用開始は早くても2024年以降、発着可能回数は最終的に3割程度増加を見込むとした。事業規模は約2,000億円。国は2012年度から滑走路増設のための環境影響評価の手続きを実施、用地買収を伴う整備工事を経て、2025年3月20日に運用を開始した。
ただし、PIでは、「十数年後には再び空港容量を突破することが予測される」「市街地に近い現空港が有する様々な課題の解決には新空港が優位性を持っており、パブリックインボルブメントにおいても新空港の必要性を訴える多くの意見や更なる調査検討を求める意見が出された。新空港は地域の未来のための課題である。」として、将来の新空港建設を目的とした調査研究を行う必要性と、調査研究における国と地域の協力の重要性に言及しており、将来の新空港建設に含みを持たせている。
また、ヘリコプター離着陸運用を空港から分離して、航空機離着陸の安全確保を努めるとともに、ヘリコプターの離着陸回数の増加を目的に、東区奈多にヘリポートを建設、福岡空港奈多地区として2020年3月に運用を開始した。

### 国内線ターミナル地区の再編

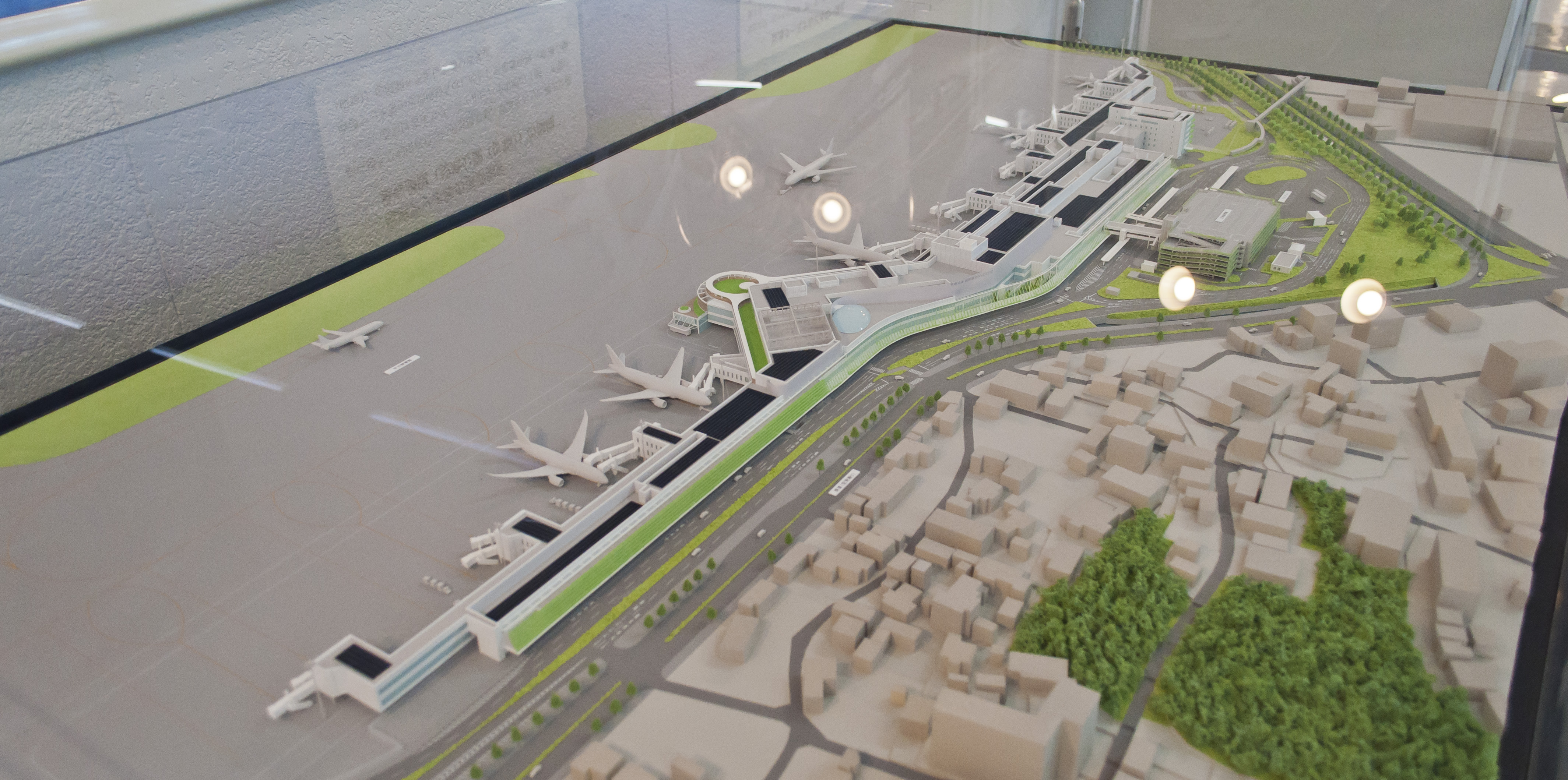
再編計画の完成予想模型（福岡空港第3ターミナルにおける展示）

国内線第1ターミナルビルは2009年時点で築40年を経過しており、一番新しい国内線第3ターミナルビルでも築30年が経過しているなど、国内線ターミナルビルの老朽化が著しかった。また、便数の多い国内線側エプロンは当初、平行誘導路が1本しかなかったため、着陸した航空機を速やかに滑走路から離脱させられなかったり、出発機のプッシュバックに待機が生じるなどの輻輳を起こしていた。
このため、2019年度完成で、第1ターミナルと第2ターミナルの施設部分を後ろ（東側）に後退させて、国内線側平行誘導路を複線化した ほか、3つのビルに分かれている国内線ターミナルを1つに集約した。

### 管制機能強化・空域再編
第2滑走路の建設および、空港離発着の拡大に伴い、1994年（平成6年）に建設された管制塔では視認性など限界があること、今後、北部九州の進入管制区（長崎・熊本・大分）の統合および、九州・沖縄における航空管制官の配置のない空港への他飛行場援助業務の一元化（鹿児島・那覇）（前述）など、統合後の航空交通管制業務を福岡空港事務所が担うことになり、空港事務所としても容量不足となることが懸念されていた。新管制塔はこれまでの約３倍の高さとなる 地上90.9（上部レーダードームを含めると94.2ｍ） となり羽田空港新管制塔に次ぐ国内第2位の高さとなった。また、地上7階建ての新空港事務所も建設され、旧空港事務所の2倍の床面積を有し、今後行われる管制機関の機能集約に備えている。

### 地下鉄延伸構想
現在は福岡空港駅から博多駅や天神駅などの福岡市中心部、さらにJR筑肥線への直通運転区間の終点となる西唐津駅がある佐賀県唐津市など、空港の西側への輸送で利用されている福岡市地下鉄空港線について、福岡空港駅から東に延伸し、空港の北東側にあるJR篠栗線（福北ゆたか線）の原町駅ないし長者原駅から同線への直通運転を実施する構想がある。これが実現すると同区間の所要時間が15-23分間短縮され、空港への直行列車が運転される飯塚市や直方市など筑豊地域からの利便性が向上する。
同構想については2021年（令和3年）に福岡県が基礎調査を実施し、2022年（令和4年）に結果が公表された。途中駅の有無も含めた両駅接続の4ルート案について、「2040年度開業、筑豊本線（福北ゆたか線）直方駅までの直通運転」で検討したが、開業後40年間の通算でいずれも赤字となり、福岡県ではこの延伸構想を引き続き検討する事となった。
また、地下鉄のアクセスが不便である国際線ターミナルに対して、福岡市地下鉄七隈線の国際線ターミナルへの延伸も検討されている。

### 都市高速道路延伸事業
周辺道路整備としては、福岡高速3号線（空港線）が空港通出入口から空港敷地北端の空港北口交差点付近までのトンネル化による延伸、および高速2号線（大宰府線）方向との行き来が可能な豊JCTのフルジャンクション化が、2021年度に事業化され、整備中である。

## 事件・事故
- 1959年1月18日、板付基地所属の戦闘機が在韓米軍烏山空軍基地で核爆弾を搭載した状態で火災事故を起こし、核爆弾の一部が溶け、起爆部も焦げてむき出しになった。但し、この爆弾は核物質を含む部分を本体に詰め込む形状で、事故時はこの部分が取り外されていたとみられ、放射能汚染などはなかった[154]。
- 1968年6月2日、アメリカ軍板付基地のRF-4Cファントム偵察機が着陸進入中に九州大学箱崎キャンパスに建設中だった大型計算機センターに墜落炎上[14]。
- 1970年3月31日、羽田発福岡（当時名称:板付）行日本航空351便が赤軍派9名によってハイジャックされる。当該機は福岡空港に着陸、一部人質を解放後北朝鮮へ飛び立つ。
- 1979年8月10日、日本近距離航空株式会社所属日本航空機製造式YS-11A型JA8727は、同年8月10日16時08分ごろ、同社の定期976便(対馬-福岡)として、福岡空港に着陸の際、後部胴体下面が滑走路面に接触し、機体は中破したが、火災は発生しなかった。本事故による人員の死傷はなかった[155]。
- 1989年12月16日、ハイジャックされた中国民航（当時、現中国国際航空）機が時間の徒過で燃料が枯渇する危険性があったため、福岡空港に緊急着陸した。
- 1996年6月13日、ガルーダ・インドネシア航空865便（マクドネル・ダグラス DC-10）が滑走路16からの離陸に失敗しオーバーラン、炎上。乗客3人死亡。乗客乗員18人が重傷を負った。
- 2005年8月12日、ホノルル国際空港行きJALウェイズ58便（DC-10）が離陸直後に第1エンジンが異常燃焼し火を噴いてタービンブレードの金属片が暴発、飛散した。エンジン本体および機体は概ね無事であった。その後同機は福岡空港に引き返し緊急着陸した。乗客ら229名は無事であった。なお、本件は統計上は事故ではなく、イレギュラー運航扱いである[156]。
- 2007年9月8日、アメリカ本土からアメリカ合衆国空軍ホノルル・ヒッカム空軍基地を経由し在韓米軍烏山空軍基地へ向かっていたF-16がエンジントラブルにより福岡空港に緊急着陸した。第2種空港化した福岡空港への戦闘機着陸は今回が初である[要出典]。

## エピソード
この空港のIATAコードは「FUK」であり、「Fuck」を連想させるとして海外でも話題になっている他、日本でもジェットスター・ジャパンのオンラインチェックインで「FUK」がFuckを意味する「くそ」と誤訳されて表示された事例がある。